# Diritto dell'età moderna

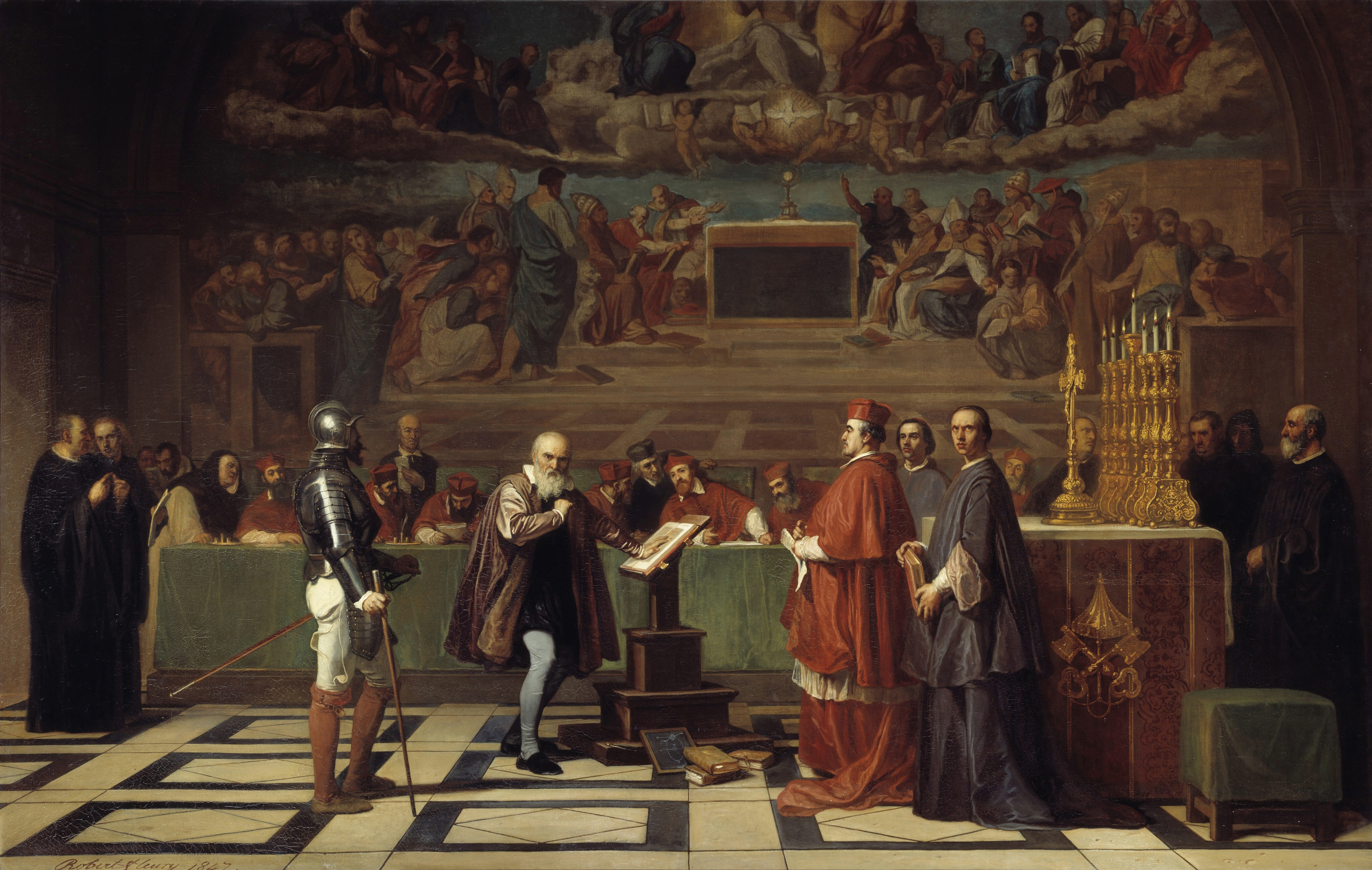
Galileo di fronte al Sant'Uffizio, dipinto di Joseph-Nicolas Robert-Fleury. Il celebre processo a Galileo Galilei si tenne nel 1633 e venne istruito in quanto il celebre scienziato era sospettato di eresia, all'epoca una fattispecie di reato perseguito dall'Inquisizione romana. Il procedimento si concluse con la condanna all'abiura.

Il diritto dell'età moderna è il diritto vigente in Europa dalla fine del Basso Medioevo, solitamente collocata intorno alla metà del XV secolo, fino alla Rivoluzione francese. Alla fine del Medioevo lo scenario giuridico europeo continentale era dominato dal diritto comune, un diritto elaborato perlopiù dalla "scuola dei commentatori"; l'affermarsi dell'Umanesimo rinascimentale rivoluzionò l'approccio agli antichi testi legislativi che vennero sottoposti a un'analisi filologicamente rigorosa in particolare dai giuristi della "scuola culta". Un'altra novità della nuova epoca fu l'affermazione dello Stato assoluto che sempre di più si impadronì del mondo giuridico per mezzo delle sue leggi, dei suoi funzionari e dei suoi tribunali, relegando a un ruolo di secondo piano la giurisprudenza dei dottori che aveva plasmato il diritto medievale. Ma fu anche l'invenzione della stampa a caratteri mobili a mutare radicalmente il contesto rispetto al passato. Grazie a essa in breve tempo in Europa iniziò a circolare una mole di pubblicazioni, commentari, raccolte di consilia, trattati, pareri e compendi riguardanti tutto l'universo del diritto. La conseguenza di una tale enormità di materiale giuridico, molto spesso afflitto da contraddizioni, fu una sostanziale incertezza nell'applicazione del diritto.
Se il Cinquecento fu un secolo di spaccatura con il passato, nel Seicento si assistette allo sviluppo di diverse branche del diritto, come il diritto commerciale e il diritto penale, e l'elaborazione di nuove teorie. Tra queste grande fortuna ebbe il giusnaturalismo moderno in cui si rielaborarono i concetti classici del diritto naturale in chiave razionalistica e umanistica spesso con il fine di spiegare e giustificare l'autorità conferita a un sovrano nel fare le leggi e a imporle. Diverse furono le risposte elaborate dai filosofi e giuristi del tempo, tra i quali quelle di Grozio, Hobbes, Locke e Pufendorf, ma praticamente tutte introdussero il concetto di "contratto sociale". Negli stessi anni Christian Thomasius e Gottfried Wilhelm von Leibniz anticiparono con il loro pensiero molte delle teorie che caratterizzeranno il secolo successivo. Il Seicento vide anche la Rivoluzione inglese che portò l'Inghilterra a virare da Stato assoluto a Stato costituzionale; contemporaneamente, oltremanica, continuò lo sviluppo del common law (il diritto comune non giunse mai sull'isola, se non marginalmente) soprattutto nel campo del diritto commerciale.
La crisi del diritto comune, accusato di essere fonte di incertezza e di essere oramai troppo legato a un passato feudale, fu uno degli argomenti maggiormente trattati dagli illuministi, una corrente di pensiero basata sulla razionalità e sulla critica al sistema di "Ancien Régime" che si diffuse in Europa nel XVIII secolo. Ludovico Antonio Muratori fu uno dei primi a muovere contestazioni al diritto del tempo, seppur proponendo riforme contenute; più radicali furono le posizioni di Voltaire, Pietro e Alessandro Verri o di Montesquieu, quest'ultimo considerato tra i fondatori della teoria della separazione dei poteri. Grande successo ebbe il saggio Dei delitti e delle pene di Cesare Beccaria, pubblicato nel 1764, in cui l'autore tra l'altro propone l'abolizione della pena di morte, della tortura giudiziaria, della discrezionalità dei giudici ed elabora una formulazione moderna del principio di legalità. Le nuove idee influenzarono alcuni sovrani europei (dispotismo illuminato) che le adottarono almeno in parte. Fu il caso di Maria Teresa e del figlio Giuseppe II che promossero diverse riforme in Austria e un codice, o di Federico II di Prussia che tentò un riordino del diritto secondo i principi del giusnaturalismo moderno. Impresa fortemente innovativa fu il Codice leopoldino emanato nel Granducato di Toscana nel 1786 da Leopoldo II d'Asburgo-Lorena con cui per la prima volta si aboliva la pena di morte. Tuttavia, per superare completamente il diritto comune, che rimaneva vigente in chiave sussidiaria ai vari codici, bisognerà aspettare gli esiti della Rivoluzione francese e l'inizio del diritto dell'età contemporanea.

## Contesto storico e giuridico in Europa alla fine del Medioevo
A prescindere da quando si voglia fissare convenzionalmente il passaggio da Medioevo a età moderna (tra le date solitamente proposte vi sono la caduta di Costantinopoli nel 1453), la scoperta dell'America nel 1492 o l'inizio della Riforma protestante nel 1512), non vi è dubbio che ciò coincise con un cambiamento che riguardò praticamente tutti gli aspetti della vita dell'Europa del tempo e a cui il diritto non si sottrasse.
Nei due secoli (XIII e XIV secolo) che precedono convenzionalmente l'età moderna, il protagonista della scena giuridica di gran parte dell'Europa fu il diritto comune, con l'eccezione del Regno d'Inghilterra, ove vigeva il sistema di common law, e degli Stati germanici dove sarà introdotto solo alla fine del XV secolo. Il sistema di ius commune iniziò a essere plasmato intorno alla fine dell'XI secolo grazie al lavoro della scuola bolognese dei glossatori sul Corpus iuris civilis, arrivando all'apice dello sviluppo con la scuola dei commentatori attiva tra il XIII e il XIV secolo. Il diritto canonico aveva seguito un itinerario simile con la compilazione del Decretum da parte del monaco Graziano a cui seguirono gli sviluppi apportati dai giuristi. Se alle soglie del XVI secolo l'Europa si presentava assai disunita sul piano politico, in campo giuridico essa era sostanzialmente omogenea. Con l'età moderna, pur rimanendo il diritto comune sostanzialmente in vigore, tale situazione andò a mutare considerevolmente.
Già nel XVI secolo si avvertirono i primi segnali del cambiamento in atto con il consolidamento delle grandi monarchie di Francia, Inghilterra e Spagna che iniziavano ad affermarsi come Stati assoluti. La popolazione, dopo i violenti crolli demografici dovuti alla peste nera, tornò a crescere numericamente, beneficiando di una condizione economica migliorata. Le scoperte geografiche e l'invenzione della stampa a caratteri mobili rappresentarono dei punti di svolta epocali, mentre il diffondersi delle idee dell'Umanesimo mise l'uomo al centro di una prospettiva diversa, più legata al secolo, individualistica e propensa alla ricerca. La Chiesa cattolica, dopo aver raggiunto il suo culmine nei secoli precedenti, si muoveva verso un declino, sia morale sia di potere, solo in parte nascosto dallo sfarzo della Roma papale del Rinascimento.

## Tra XV e XVI secolo: la crisi della Chiesa cattolica

### Il papato tra conciliarismo e potere assoluto nell'età delle scoperte

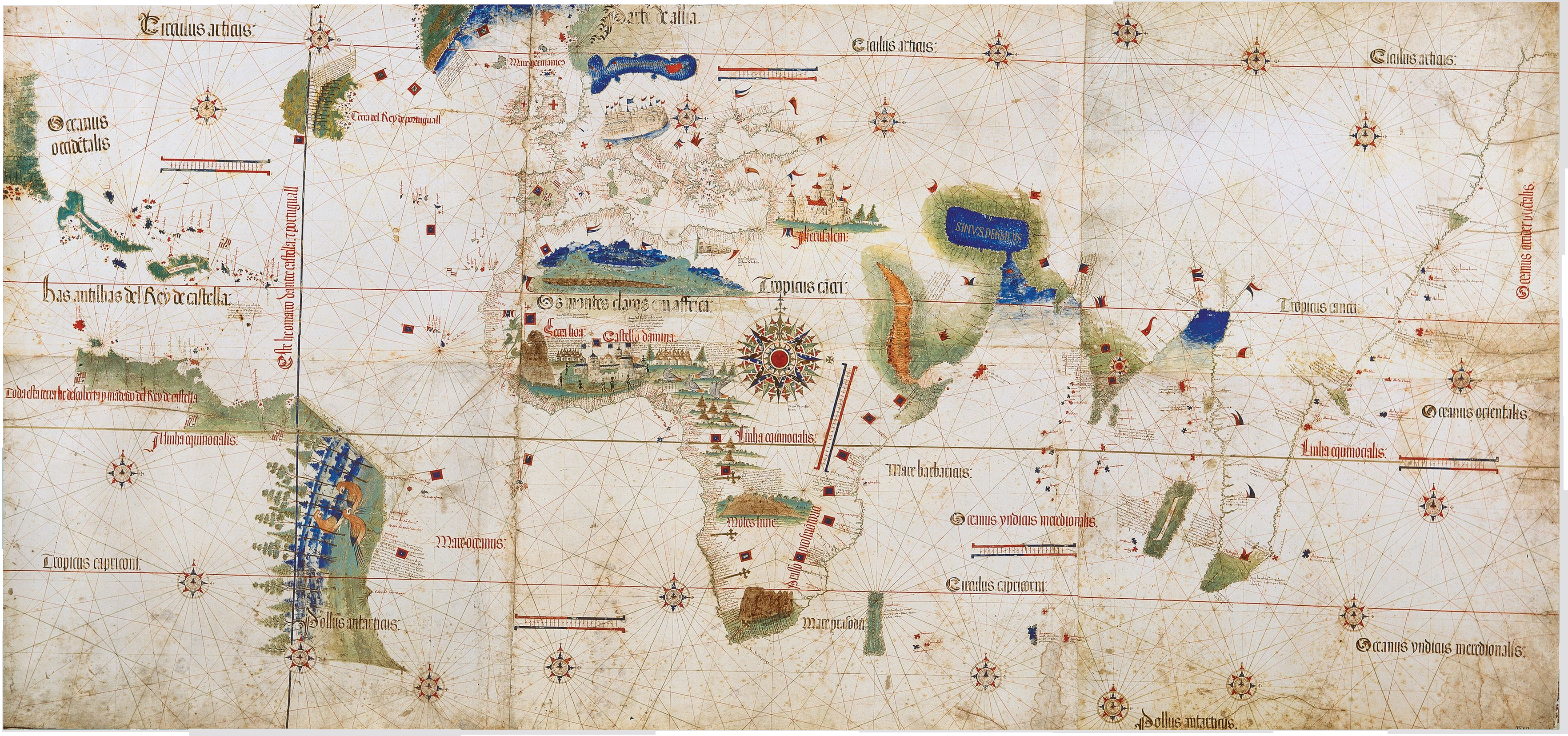
Planisfero di Cantino del 1502 con tracciato il confine demarcato nel l trattato di Tordesillas

All'inizio dell'età moderna, la Chiesa cattolica si trovava in una condizione particolare riguardo ai suoi rapporti di potere interni. La ricomposizione nel 1418 dello scisma d'Occidente aveva portato alla ribalta la teoria del conciliarismo, secondo cui l'autorità del pontefice era posta in subordine a quella del concilio ecumenico, il quale poteva essere anche in grado di rimuoverlo. Ciò aveva scatenato un acceso dibattito teologico e giuridico. Ad aggravare le cose, nel 1440 l'umanista Lorenzo Valla dimostrò inequivocabilmente la falsità storica (già ritenuta falsa da Nicola Cusano) della cosiddetta Donazione di Costantino fonte utilizzata da secoli per giustificare la nascita del potere temporale dei pontefici. Nonostante tali premesse, verso la metà del XV secolo il papa, non senza essere sceso a patti con principi e imperatore, riuscì a ribaltare la situazione a proprio favore così da permettere nel 1459 a papa Pio II di emanare la bolla Execrabilis con cui condannava chiunque si fosse appellato a un concilio per contestare una decisione del pontefice. Venne così ribadito il potere assoluto del papa su tutta la cristianità occidentale.
In quel contesto, il vicario di Cristo tornò perfino a rivendicare il suo predominio sul mondo intero; l'inizio dell'età delle scoperte fu l'occasione perché i pontefici si attribuissero il potere di decidere di chi fosse la proprietà delle nuove terre che venivano man mano esplorate. Ad esempio, il Regno del Portogallo ricevette nel 1454 da papa Niccolò V il monopolio sull'Africa a cui si aggiunsero i diritti sulle terre a sud delle isole Canarie, concessi nel 1481 dalla bolla papale Aeterni regis di Sisto IV. Nel maggio 1493 papa Alessandro VI, spagnolo di nascita, decretò nella bolla Inter Caetera che tutte le terre a ovest di un meridiano a sole 100 leghe dalle Isole di Capo Verde appartenessero alla Spagna, mentre le nuove terre scoperte a est di quella linea sarebbero appartenute al Portogallo. Una più completa divisione del mondo fu ottenuta con il trattato di Tordesillas sancito da papa Giulio II il 24 gennaio 1506. Nonostante questa situazione di apparente dominio assoluto, da lì a poco la Chiesa di Roma si troverà ad affrontare una delle sue più grandi crisi.

### Riforma protestante e diritto

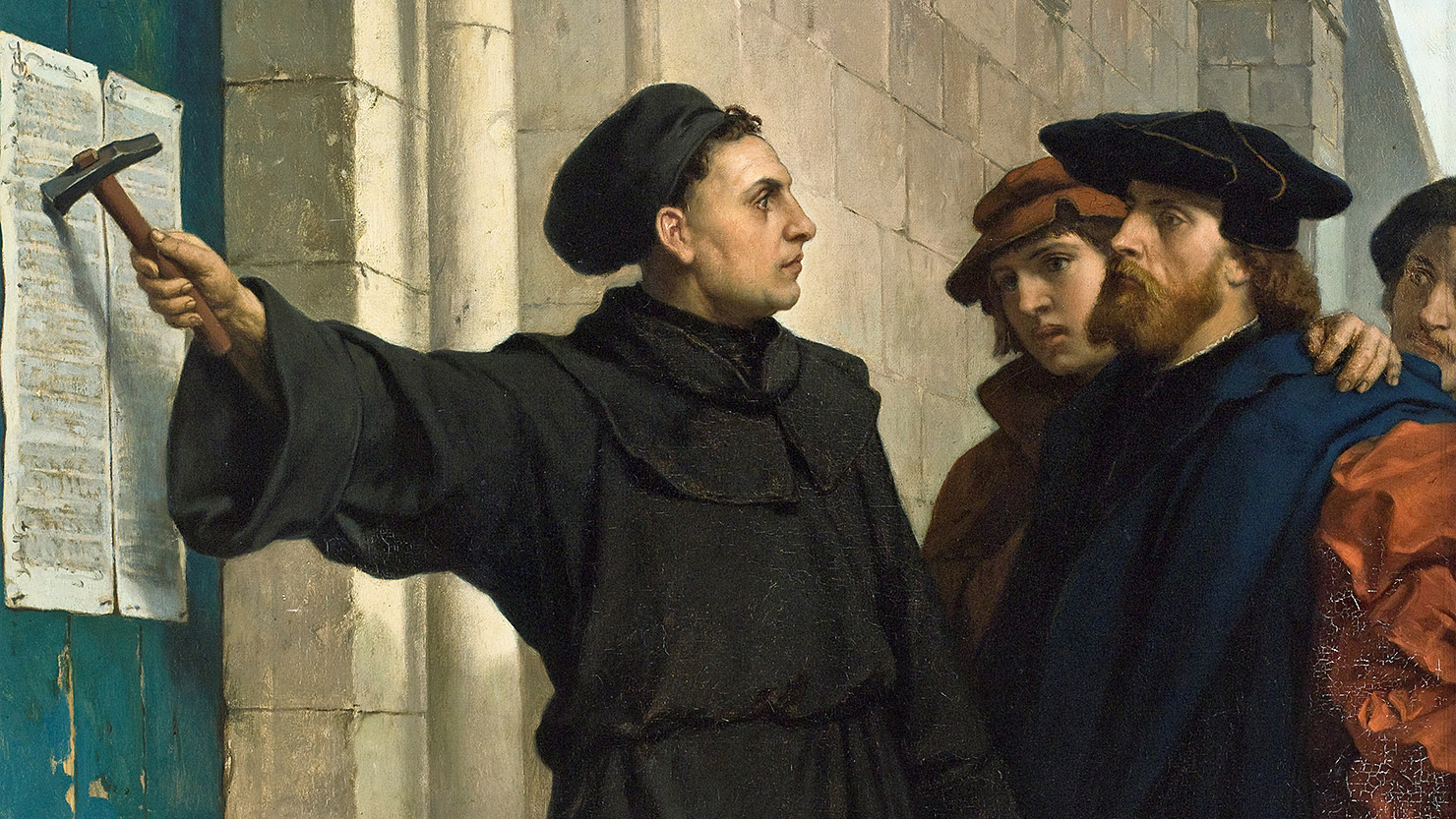
Lutero illustra le sue 95 tesi appena affisse

All'inizio del XVI secolo la Chiesa cattolica si trovò, da una parte, a godere di un grande potere e ricchezza, ma dall'altra a non riuscire a riformarsi per poter essere più vicina ai fedeli e ai suoi obiettivi originari, corrotta com'era da un'attenzione eccessiva alle questioni temporali. Tale situazione alimentò dibattiti e dispute per tutto il secolo, a cui presero parte gli intellettuali più in vista del tempo, come Tommaso Moro ed Erasmo da Rotterdam.
Il punto di svolta avvenne con la pubblicazione delle 95 tesi da parte del monaco e professore Martin Lutero in cui attaccò la Chiesa su molti aspetti, partendo dall'abituale pratica della vendita delle indulgenze, per arrivare ai sacramenti, all'interpretazione delle Sacre Scritture e alla validità di alcuni dogmi.
La Riforma proposta da Lutero e dai suoi seguaci non fu priva di temi giuridici. Da tempo l'analisi filologica utilizzata dagli umanisti aveva messo in dubbio la correttezza di talune interpretazioni del diritto antico; da ciò i riformisti religiosi iniziarono a chiedere che la Chiesa tornasse al diritto romano, abbandonando tutte le successive elaborazioni sovrappostesi nei secoli e che, nell'idea di Lutero, erano fonte di corruzione. Lo studio della storia del diritto canonico mise anche in dubbio la regola del celibato del clero, poiché si dimostrò che essa non era sempre esistita. I contadini, per i quali la Riforma fu anche un tentativo di rivolta sociale, promossero il ritorno alle vecchie consuetudini locali, poiché la piena proprietà prevista dal diritto romano era stata per loro controproducente.
Gli effetti della Riforma protestante indebolirono il papato, che perse la sua egemonia assoluta sul popolo dei fedeli. In Francia, vescovi e re stimolarono la Chiesa gallicana affinché fosse sempre più autonoma da Roma almeno sulle questioni temporali pur rimanendo in comunione con essa. Nel Regno d'Inghilterra invece si consumò nel 1534 uno scisma da cui con l'Atto di Supremazia nacque la Chiesa anglicana guidata dal sovrano. In Germania i conflitti vennero momentaneamente sopiti con la pace di Augusta e l'affermarsi del principio che i principi potessero scegliere la propria religione (il luteranesimo o il cattolicesimo) secondo coscienza, mentre i loro sudditi erano costretti a seguirli (principio del cuius regio, eius religio). L'ideale di un'unità di tutto il popolo europeo nel segno della religione cristiana cattolica era oramai definitivamente tramontato.

### Diritto canonico nella Controriforma
La Chiesa di Roma reagì intraprendendo una serie di riforme in un contesto conosciuto spesso come "controriforma". Centrale fu la decisione di convocare un concilio a Trento che, dopo quasi vent'anni, portò a una serie di interventi sia sul campo dogmatico sia in quello giuridico, anche se fallì nell'obiettivo di riunire il popolo cristiano. Innovativa, per quanto riguarda la giurisprudenza, fu l'istituzione della Congregatio pro executione et interpretatione concilii Tridentini per evitare possibili interpretazioni non conformi dei decreti conciliari vigilando sulla loro corretta applicazione. Tra le varie materie trattate al concilio largo spazio venne dedicato ai doveri in capo ai vescovi che vennero obbligati a risiedere nelle diocesi e a compiere regolari visite alle parrocchie. La figura del parroco crebbe di importanza, anche grazie a una migliore istruzione garantita dall'obbligo di avere un seminario in ogni diocesi.
Uno degli effetti più rilevanti inerenti al diritto si ebbe con il decreto Tametsi con cui venne regolato il matrimonio canonico, atto a stabilire un requisito di forma per la sua validità e a introdurre la pratica delle pubblicazioni. Secondo le disposizioni contenute nel decreto, l'unione matrimoniale doveva essere celebrata dinnanzi al parroco dei nubendi e alla presenza di almeno due testimoni. Contestualmente venne istituito il registro parrocchiale, il cui scopo appariva quello di tenere traccia della vita dei fedeli.

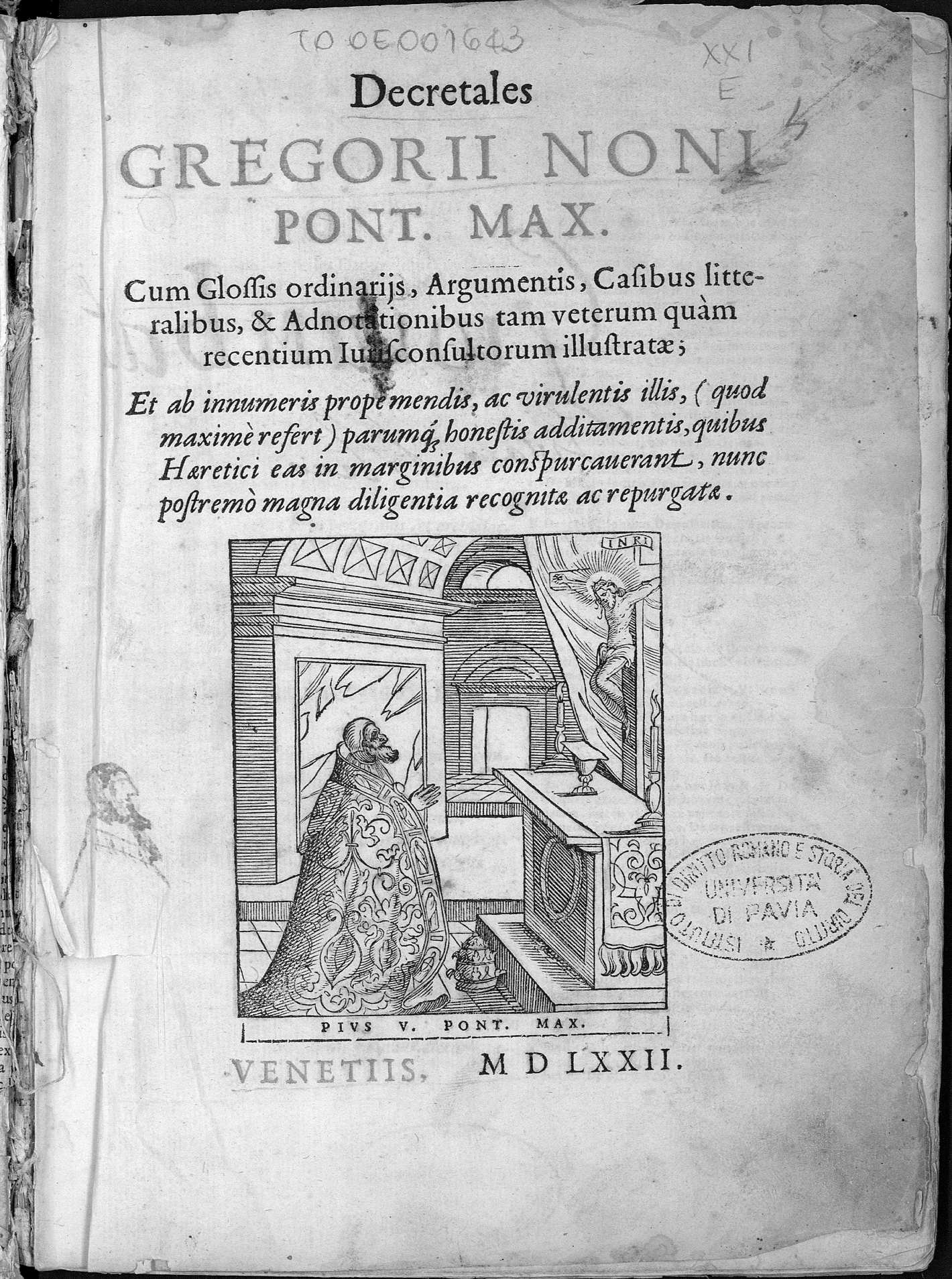
Corpus Iuris Canonici, edizione del 1572

I lavori conciliari avevano messo in luce la necessità di rivedere in modo organico tutto il corpus normativo della Chiesa cattolica. Già il Concilio di Basilea del 1431 aveva circoscritto a sei le collezioni di diritto canonico che avrebbero dovuto costituirlo, ovvero: il Decretum Gratiani, il Liber Extra, il Liber Sextus, le Clementinae, le Extravagantes Johannis XXII e le Extravagantes communes. Tuttavia negli anni erano state pubblicate ulteriori diverse edizioni delle stesse raccolte rendendone difficoltosa la loro applicazione omogenea. Così, negli anni 1560 papa Pio IV nominò una commissione di cardinali e di giuristi con l'incarico di rivedere, emendare e correggere i vari testi così da realizzare un'edizione filologicamente corretta. Dopo circa un ventennio, papa Gregorio XIII approvò con il breve apostolico Cum pro munere del 1º luglio 1580 i risultati, ordinando la stampa di quello che è conosciuto come il Corpus Iuris Canonici. Due anni dopo, con il breve Emendationem, Gregorio XIII ne ordinò l'applicazione, vietandone nel contempo qualsiasi alterazione.
Alla prima edizione del Corpus, chiamata generalmente "editio romana", ne seguirono comunque altre, a cui vennero aggiunti ulteriori testi in appendice, tra cui l'opera di Giovanni d'Andrea e le Institutiones iuris canonici. Quest'ultima era un corso di diritto canonico che Giovan Paolo Lancellotti aveva redatto negli anni 1580 su richiesta di papa Paolo IV ma che non aveva poi avuto l'approvazione ufficiale da Pio V finendo per essere pubblicata privatamente per poi essere accolta, in appendice, nelle successive edizioni del Corpus.

#### L'Inquisizione

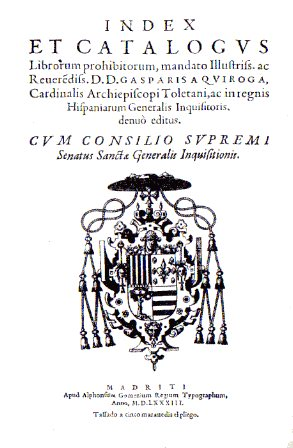
Indice dei libri proibiti, Madrid, 1583

Per arginare le deviazioni dottrinali, la Chiesa cattolica rafforzò i tribunali ecclesiastici inquisitori e costituì nel 1542 la Santa Inquisizione, dotata di ampi poteri di indagine verso i sostenitori di teorie contrarie all'ortodossia cattolica. I procedimenti tenutisi in questi tribunali avvenivano in assoluta segretezza e con metodi sempre più scientifici; all'imputato veniva negato sia la presunzione d'innocenza sia il diritto di difesa, mentre agli inquirenti era concesso un largo ricorso alla tortura giudiziaria e alle delazioni. Solitamente, i tribunali dell'inquisizione funzionavano in sinergia con quelli civili. Tuttavia, in alcuni Stati ciò non avvenne perché mal si sopportava la circostanza che un potere esterno amministrasse la giustizia all'interno di una giurisdizione lontana da Roma.
Tra la fine del XVI e gli inizi del XVII secolo, con l'acuirsi della cosiddetta "controriforma", l'inquisizione ampliò il proprio orizzonte d'azione comportando un clima generalizzato di sospetto con frequenti denunce anonime che davano vita a procedimenti, da cui era spesso difficile difendersi, anche per solo un generico sospetto di eresia. Si finì per considerare anche i comportamenti "superstiziosi" di uomini e, soprattutto, di donne; i giudici iniziarono a perseguire quelle pratiche, culti e devozioni personali non in linea con la dottrina e spesso frutto di arcaiche credenze e tradizioni. Ebbe così inizio il fenomeno conosciuto come "caccia alle streghe", che portò alla condanna di molte donne accusate di compiere magie, sortilegi e divinazioni. Questo clima non risparmiò la cultura. Nelle arti figurative vennero condannate le licenze iconografiche tipiche del manierismo, mentre sotto il pontificato di papa Paolo IV venne promulgato l'indice dei libri proibiti.

## Umanesimo e diritto

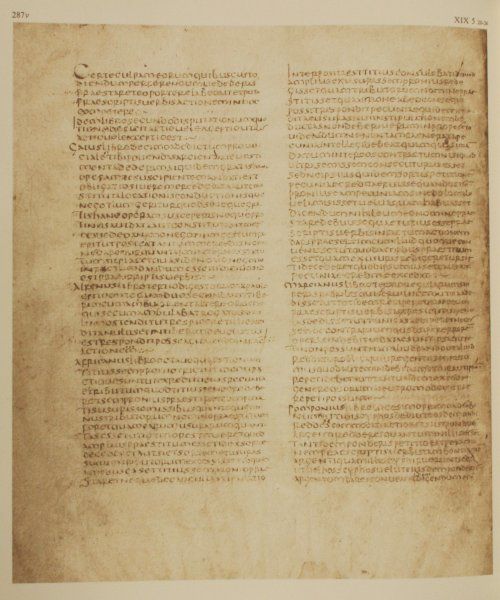
Pagina della Littera Florentina

La diffusione nel XV secolo della dottrina umanistica influenzò anche l'ambito giuridico. L'analisi filologica, molto utilizzata dagli umanisti, iniziò a essere applicata al Corpus iuris civilis di Giustiniano con la conseguente riscoperta del significato originale di alcune parti spesso travisate dall'opera dei glossatori medievali. Ciò fu aiutato anche da una maggior comprensione della lingua greca antica. La contemporanea secolarizzazione della ricerca scientifica contribuì anch'essa all'emergere di un nuovo approccio alle antiche fonti venendo meno quel connotato di "sacralità" fino allora attribuito a favore di un'analisi critica. Il testo maggiormente utilizzato dai primi giuristi umanisti fu la Littera Florentina, un manoscritto contenente quasi tutta la parte più rilevante del Digesto; su di essa si cimentarono, tra gli altri, Agnolo Poliziano, Ludovico Bolognini, Giovanni Boccaccio, Ambrogio Traversari e Lelio Torelli.
Anche il modo di insegnare il diritto mutò considerevolmente. Il ricorso di un nuovo sistema di classificazione e categorizzazione del corpus giustinianeo, tipico soprattutto delle scuole francesi, prese il nome di mos gallicus, contrapponendosi al più tradizionale mos italicus ancora basato sul lavoro dei commentatori e sugli insegnamenti di Bartolo da Sassoferrato. Nello stesso momento, nella letteratura giuridica, si andarono ad affermare due nuovi generi: il compendio e il trattato specialistico.
Il nuovo approccio ai testi romani contribuì alla diffusione del diritto comune anche in una Germania che ancora si ispirava al diritto più antico. Nel 1495 l'imperatore Massimiliano I d'Asburgo, su pressione della dieta di Worms, istituì il Reichskammergericht, il Tribunale camerale dell'Impero con sede a Francoforte.

### Lascuola culta

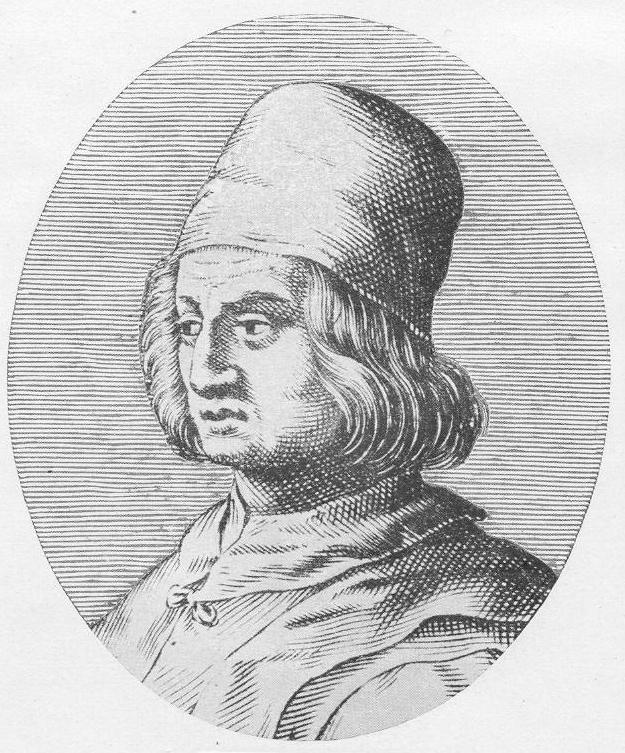
Agnolo Poliziano, considerato padre della scuola culta

L'Umanesimo ebbe il suo maggior riflesso nel diritto per mezzo della scuola culta, un movimento che si prefiggeva di rinnovare il diritto vigente al fine di comporre una "culta giurisprudenza" filologicamente coerente con le sue radici storiche giustinianee. Il metodo di studio di tale scuola (il mos gallicus), diffusosi soprattutto in Francia del XVI secolo, fu caratterizzato «dalla tendenza a considerare il diritto romano come diritto vivo e quindi direttamente praticabile». I culti solevano frequentare le biblioteche alla ricerca degli antichi testi giuridici, talvolta da secoli dispersi. Scarso successo ebbero con le fonti antecedenti alle compilazioni giustinianee, mentre andò meglio con i testi della tarda antichità grazie alla riscoperta di opere fondamentali, come fu per le Pauli sententiae, l'editto di Teodorico, la Collatio, la Consultatio veteris cuiusdam iurisconsulti.
L'iniziatore della scuola è spesso considerato Agnolo Poliziano, che nella seconda metà del XV secolo iniziò a confrontare il testo del Digesto fino ad allora utilizzato con la Littera Florentina. Più tardi, il grecista francese Guillaume Budé si approcciò tra i primi all'opera con metodologia umanista nel tentativo di riportarne alla luce il significato originario. Il suo lavoro si concretizzò con la pubblicazione nel 1508 delle Annotationes in quattuor et viginti pendectarum libros, a cui seguì nel 1515 il trattato Summaire ou Epitome du livre de Asse in cui vennero affrontati temi economici in chiave storica.
Nello stesso anno, Andrea Alciato pubblicò a Salisburgo le Annotationes in tres posteriores libros Codicis Iustiniani, in cui offriva una lettura storica del Codice giustinianeo supportata da un preciso rigore metodologico. Nel 1518 Ulrich Zasius, rifiutando la tradizionale giurisprudenza basata sulla scolastica medievale, propose a Friburgo un'analisi storico-filologica del corpus fondata su una critica testuale delle fonti.

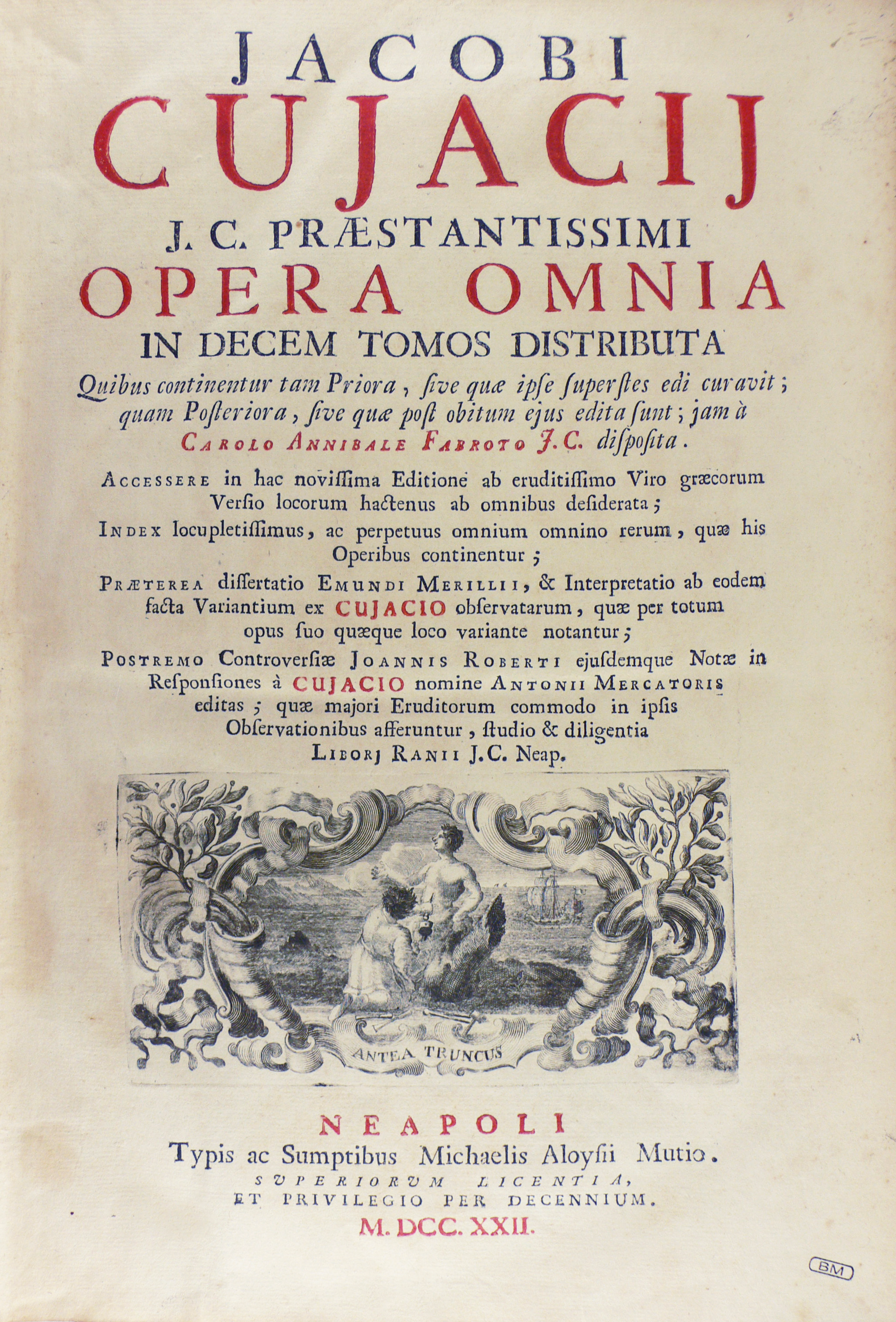
Frontespizio dell'Opera omnia (1722) di Jacques Cujas

Il nuovo approccio ai testi ebbe risvolti diretti nella giurisprudenza pratica e non mancarono le critiche. Molti osservatori ritennero che l'analisi storica alle fonti presupponeva una «aprioristica convinzione della loro validità ogni tempo», invece di considerare che il diritto potesse evolversi e accettare che anche le interpretazioni più recenti, sebbene filologicamente errate, potessero essere comunque usate legittimamente. A tal proposito Guillaume Budé sottolineò di come taluni considerassero le leggi come «divine e cadute dal cielo» anziché scritte dagli uomini.
L'apice della scuola culta si ebbe con Jacques Cujas, un sostenitore dell'esegesi del testo giuridico che estese tale metodo di approccio anche ad altri autori classici, come Emilio Papiniano, o a testi alto medievali, come i libri feudorum. Nell'analisi del Digesto egli riuscì a individuare molte delle interpolazioni ai testi originari effettuate da Triboniano poi confermate da studi successivi.
I culti francesi non si occuparono solo del diritto romano, indagando altresì sulle consuetudini. In questo campo Charles Dumoulin presentò un commento, nella sua Révision de la Coutume de Paris del 1539, degli antichi diritti consuetudinari francesi, mentre Antoine Loysel ne raccolse i principi generali con una precisa metodologia sistematica.

### Correnti giuridiche

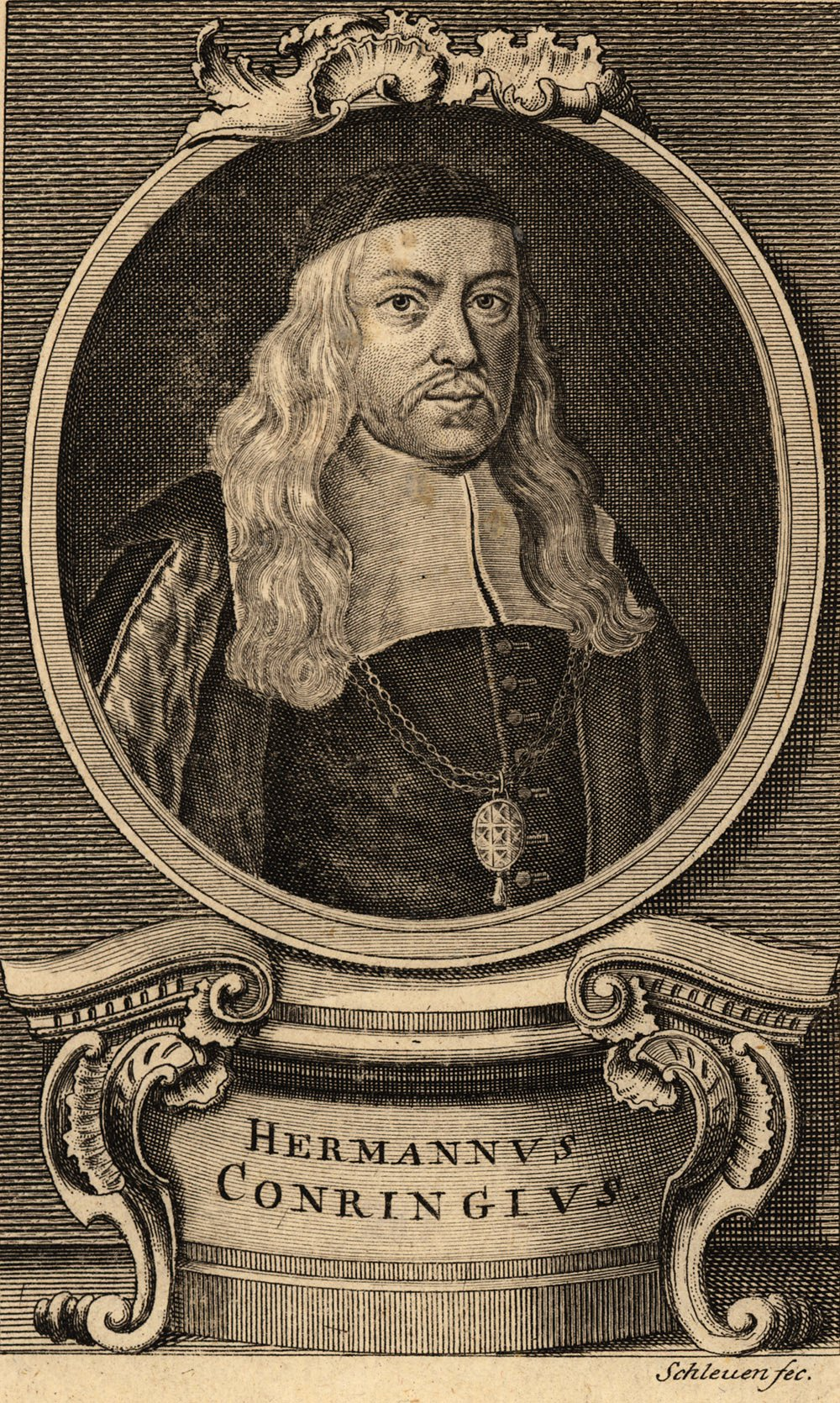
Hermann Conring, uno degli esponenti dell'Usus modernus Pandectarum

Varie furono le correnti giuridiche che si svilupparono in seno all'Umanesimo, talvolta considerate proprio come un'evoluzione della scuola culta. La Scuola elegante olandese ebbe la sua origine nel 1575 presso l'Università di Leida e si sviluppò in un contesto culturale ed economico assai vivace, il secolo d'oro olandese, caratterizzato anche da una sostanziale libertà religiosa. I giuristi della scuola ripresero il metodo storico e filologico tipico dell'Umanesimo, perfezionandolo grazie a una sempre maggiore attenzione alla lettura autentica delle fonti antiche e criticando talvolta le interpretazioni precedenti. Tra i suoi più importanti esponenti vanno ricordati: Arnold Vinnen che nel 1642 pubblicò un commentario alle Istituzioni di Giustiniano (Commentarius institutionum imperialium); Antonius Schulting autore nel 1717 di quella che venne considerata «una delle migliori edizioni di testi pregiustinianei, ricca di dottissime note storico-critiche»; Gerard Noodt che analizzò il problema della separazione tra potere civile e religioso.
Sempre a Leida si affermò l'Usus modernus Pandectarum diffusosi poi in Germania, dove da poco era stato recepito il diritto comune. Tale movimento si proponeva di studiare il Corpus iuris e il diritto romano in generale direttamente sui testi originali, superando quelli medievali e utilizzando poi solo ciò che ancora potesse avere una valenza pratica. Si tralasciavano infine le parti considerate abrogate ma che invece venivano ancora studiate. Si andò tuttavia anche oltre, riscoprendo le più antiche tradizioni giuridiche sia consuetudinarie sia normative di epoca medievale. Il nome della scuola deriva dall'opera Specimen usus moderni Pandectarum di Samuel Stryk; altri importanti autori furono Johannes Voet, che deve la sua fama soprattutto alla pubblicazione del suo Commentarius ad Pandectas e Hermann Conring.

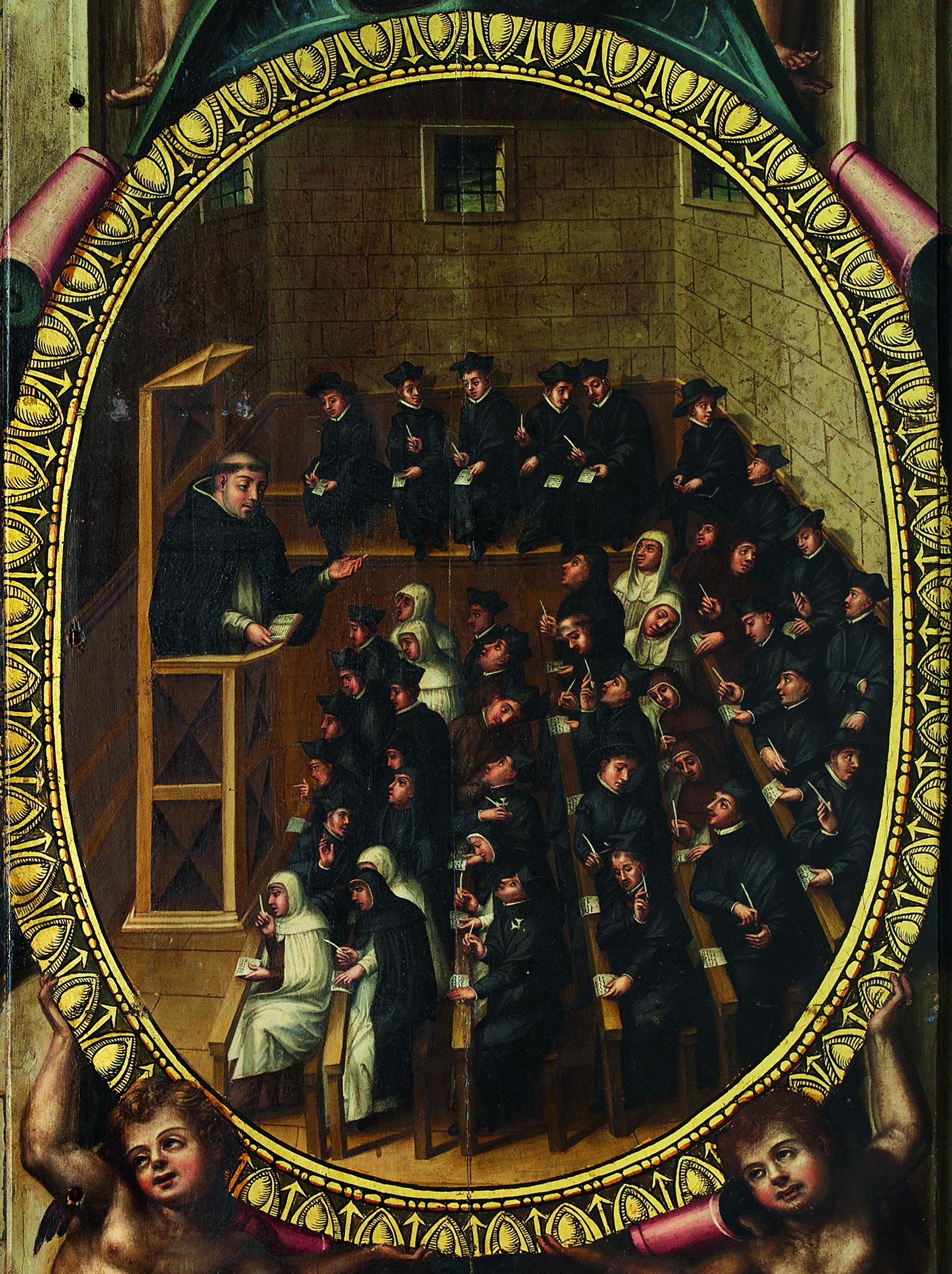
Alunni in un'aula dell'Università di Salamanca nel XVI secolo. La Scuola di Salamanca si occupò di diritto e di morale spesso sullo sfondo del colonialismo spagnolo nel Nuovo Mondo.

Delle ulteriori innovazioni provennero dalla Scuola di Salamanca, sviluppatasi nel pieno del Siglo de Oro spagnolo grazie a un gruppo di professori della più antica università di Spagna, spesso appartenenti a ordini cattolici (domenicani, francescani e gesuiti), esperti di teologia morale. Partendo dalle riflessioni di Tommaso d'Aquino e della scolastica medievale, essi analizzarono diverse tematiche spaziando dal diritto divino, al diritto naturale, ai rapporti tra giustizia e morale, ai limiti e prerogative dell'autorità temporale. Proprio per l'ampio ricorso alla teologia cristiana, spesso questo movimento è conosciuto pure come "seconda scolastica". L'iniziazione della scuola è spesso attribuita al domenicano Francisco de Vitoria, considerato inoltre uno dei padri del diritto internazionale. Insieme a Bartolomé de Las Casas e Antonio de Montesinos, si affrontò la questione della conquista spagnola delle terre americane e il problema del rispetto dei diritti degli indios. Essi considerarono illegittime le conversioni forzate degli indigeni e la loro riduzione in schiavitù, benché ritenessero necessarie delle tutele in quanto i nativi non venivano considerati pienamente dotati di capacità giuridica. Grazie alla loro influenza, l'imperatore Carlo V emise nel 1542 leggi nuove per revisionare il sistema dell'encomienda.

## Diritto nell'età dell'assolutismo

### Lo Stato assoluto

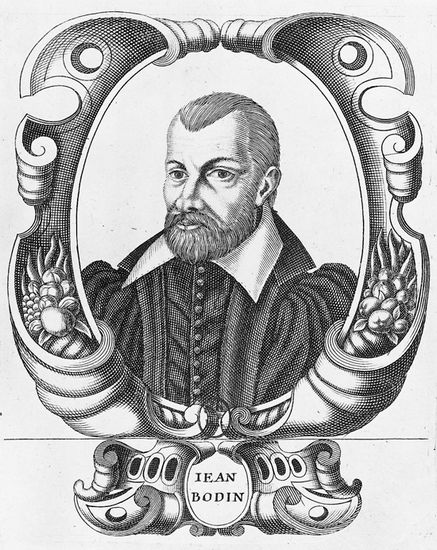
Jean Bodin teorizzò lo Stato assoluto ritenendo che «nello Stato dovesse esserci un'autorità suprema, e tale autorità doveva unire nelle sue mani i poteri di emanare leggi, di imporle e di amministrare la giustizia»

A partire dal XVI secolo il processo di formazione degli Stati nazionali, già da tempo avviato, giunse a compimento in molte regioni d'Europa con l'affermarsi dell'assolutismo monarchico, un sistema politico al cui vertice vi era un monarca detentore unico del potere legislativo, esecutivo e giudiziario secondo la giustificazione del "diritto divino dei re". In un tale contesto, il sovrano si dichiarava superiore a qualsiasi legge e senza altra autorità, né temporale né spirituale, sopra di lui. Teorizzato anche da celebri filosofi del tempo, come Jean Bodin e Thomas Hobbes, l'assolutismo ebbe fortissime ripercussioni sulla società civile del tempo che si stratificò sempre più in diverse classi con privilegi, anche giuridici, differenti. Esempi di questo sistema furono il Regno di Francia e l'Inghilterra di re Giacomo Stuart. Tuttavia non mancarono alcune esperienze differenti come l'oligarchia nella Repubblica di Venezia o il feudalesimo aristocratico nella Confederazione polacco-lituana o il variegato panorama degli antichi Stati italiani.
Quello che accomunò tutti questi modelli fu in particolare l'accentramento dei poteri verso lo Stato, il quale godeva del potere coattivo e lo esercitava per mezzo di funzionari alle dirette dipendenze del sovrano. Il diritto fu assai interessato da questo fenomeno; l'ingerenza dello Stato nelle questioni giuridiche finì per affievolire, se non far scomparire del tutto, elementi tipici dell'epoca passata come le elaborazioni dei giuristi, le autonomie territoriali, le antiche consuetudini e così via. Se fino al XIV secolo i protagonisti del mondo giuridico erano stati glossatori e commentatori, nell'età moderna si assisterà al successo del potere dello Stato nell'avocare a sé tale ruolo. Come osserva Paolo Grossi, nell'età moderna «inizia una lunga strada che vedrà il Principe su una battagliera trincea contro ogni forma di pluralismo sociale e pluralismo giuridico».

### Sistema giudiziario
Con lo Stato assoluto cambiò anche il modo di amministrare la giustizia; se nel Medioevo le corti erano solitamente presiedute da giudici forestieri, dalla carica di breve durata e spesso non particolarmente dotti in diritto (pertanto affiancati da esperti dottori), nell'età moderna si iniziò a istituire tribunali stabili composti da esperti, spesso nominati o alle dipendenze del sovrano.

#### Ruolo dei giuristi,Consilia Sapientis Veritatis
Nel Medioevo era frequente, se non obbligatorio, che il giurista esperto intervenisse nel processo in ausilio del giudice con un proprio consilium. Nella prima età moderna e con l'affermarsi di giudici più preparati tale sistema andò progressivamente in disuso, malgrado sopravvissero i cosiddetti "consilia sapientis pro veritate". Questi, in primo luogo, non erano indirizzati direttamente al giudice, ma solitamente venivano chiesti da una delle parti in causa anche solo in previsione di un processo. Inoltre, essi avevano come obiettivo una ricostruzione scientifica della fattispecie discussa, e quindi imparziale (pro veritate), o almeno teoricamente, visto che comunque erano formulati dietro alti compensi. Simili a una sentenza motivata, si basavano sull'argomentazione, sulla ratio, o sulla dottrina di un qualche celebre giurista.
Riguardo all'uso dei Consilia Sapientis Veritatis, si generò una disputa tra Andrea Alciato, che non li considerava "scientifici" in quanto occasionali ed emessi dietro pagamento, e Tiberio Deciani dall'idea contraria. Era pratica comune far sottoscrivere un consilium da più giuristi, oltre a chi lo aveva scritto, così da dimostrare un ampio sostegno alla tesi riportata.

#### Grandi tribunali diAncien Régime: Rote, Senati e corti regie

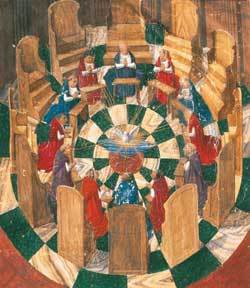
Giudici del Tribunale della Rota Romana

Seguendo la sua indole accentratrice, lo Stato assoluto non tralasciò i tribunali, in particolare quelli di ultima istanza. Pertanto si assistette a una progressiva decadenza dell'impianto processuale tradizionale, basato su un sistema corporativistico, a favore di un apparato controllato dall'autorità statale a cui partecipavano giudici esperti che rivestivano nel contempo il ruolo di alti funzionari pubblici. Sulla base di questo scenario comune un po' in tutta Europa, vi furono però delle differenze a seconda della situazione politica del luogo.
In Italia, per esempio, in molte città ove vigevano (o vi erano stati) ordinamenti repubblicani, si affermarono le Rote che soppiantarono i tribunali podestarili di epoca medievale. Nelle Rote, solitamente, la nomina dei giudici spettava ai consigli cittadini e rimanevano in carica da tre a cinque anni. Essi erano dei «veri e propri tecnici del diritto», in quanto gli erano richiesti elevati requisiti professionali e di formazione, spesso in utroque iure (ovvero sia in diritto civile sia in diritto canonico). Nate sull'esempio del Tribunale della Rota Romana, istituita già nel 1331, nel corso del Cinquecento comparvero a Perugia, a Firenze, a Bologna, a Lucca e a Genova. La Sacra Rota di Macerata, improntata con particolari funzioni di appello, venne istituita da papa Sisto V il 15 marzo 1589. Composta da cinque uditori in carica per cinque anni, era competente per le cause di ogni genere e per qualsiasi abitante, religiosi compresi, dell'attuale regione Marche (con l'esclusione del Ducato di Urbino). Una novità fu che ai giudici venne spesso richiesto di motivare la sentenza, cosa sostanzialmente sconosciuta fino ad allora, come avvenne, ad esempio, nella Rota di Firenze e in quella di Genova.

Processione dei senatori veneziani ai funerali del doge Paolo Renier

Tra i tribunali italiani di età moderna vi sono da annoverare anche i Senati. Il primo esempio fu a Milano, nel 1499, come conseguenza della conquista francese. Istituzione che si rifaceva al Senato romano, era un'assemblea di saggi con carica vitalizia a differenza delle rote. Oltre a Milano, i Senati furono parte degli ordinamenti della Repubblica di Venezia (Consiglio dei Pregadi), nel Ducato di Parma e Piacenza (Gran Consiglio di Giustizia), nel Ducato di Mantova (dove la Rota venne sostituita da un Senato a metà del XVI secolo), Napoli e Palermo.
Laddove vi fosse un sistema monarchico, le corti regie assolsero il compito di tribunali collegiali di ultima istanza. Le loro prerogative e il loro funzionamento era vario e dipendeva da Stato a Stato, ma vi furono alcuni elementi in comune. Quasi sempre i componenti erano nominati a vita e appartenevano al ceto nobiliare, sebbene fosse loro richiesta una formazione giuridica di alto livello. Non di rado, come nel caso della Francia e della Spagna, la nomina poteva essere acquistata o trasmessa per via ereditaria. Le corti regie si occupavano esclusivamente delle cause civili di maggior interesse o di elevato valore patrimoniale; tuttavia avevano il diritto di avocare a sé cause in discussione presso altri tribunali minori. In un contesto in cui la separazione dei poteri era pressoché sconosciuta, alle corti regie era attribuito anche un potere legislativo esercitato o confermando le leggi del sovrano o attraverso le loro deliberazioni che avevano forza di legge generale e non solo sul caso singolo in esame. Nel Regno di Francia la corte regia di ultimo appello fu istituita presso il Parlamento di Parigi a cui, nel corso del tempo, si affiancarono altre corti competenti per ognuna delle antiche province. In Germania il Tribunale della Camera imperiale, dopo la riforma del 1495 voluta per disciplinare la caotica situazione politica interna, fu composto da giudici che per una metà vi sedevano per diritto ereditario e per l'altra metà perché esperti in diritto romano. L'autorità di tali tribunali fu tale che gli era concesso di operare con una discrezionalità quasi assoluta. L'esempio più clamoroso fu in Francia, dove le corti regie erano considerate, alla stregua del sovrano, «sciolte dall'osservanza della legge» (principio di Legibus solutus). Tuttavia, a partire dal 1667 vennero posti dei limiti.

### Conseguenze della stampa

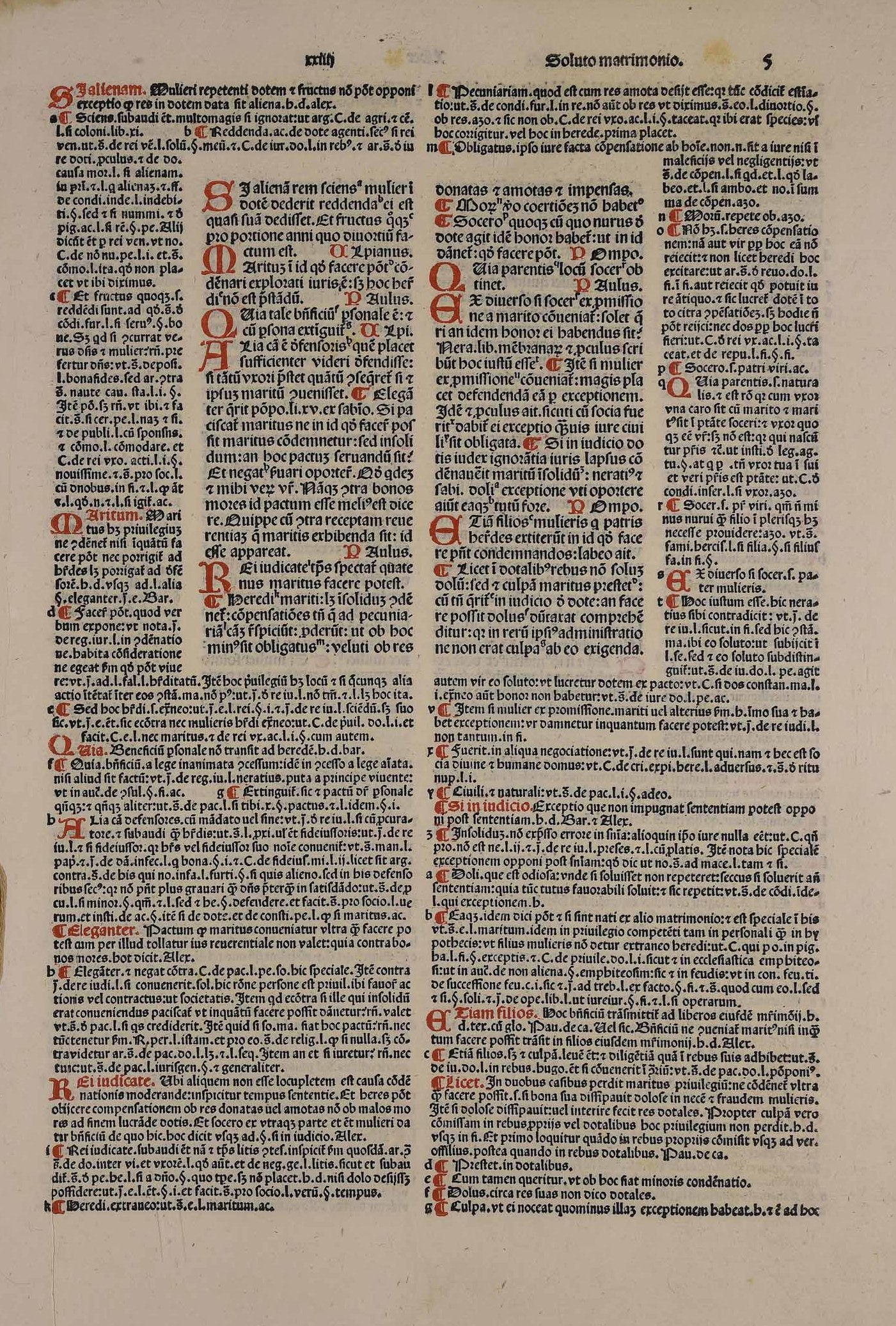
Pagina del Digesto del Corpus iuris civilis di Giustiniano I con le relative glosse in un'edizione del 1502

L'introduzione della stampa a caratteri mobili in Europa, avvenuta nella metà del XV secolo, ebbe enormi ripercussioni su tutti gli aspetti della società del tempo e non per ultimo anche sul diritto. Se prima erano in uso i manoscritti, costosi e lenti nella loro copiatura, ora con gli incunaboli e le cinquecentine i testi potevano essere riprodotti velocemente in molte copie a un costo accessibile a molti. Così, un'ampia platea di giuristi poté disporre non solo dei testi fondamentali, come per esempio la magna glossa, i commentari e le raccolta dei consilia, ma anche di molto altro. In breve, una moltitudine di trattati, raccolte di pareri, compendi o altri testi comparvero nelle biblioteche giuridiche di tutta Europa. Si stima che alla fine del Quattrocento uno studioso di diritto potesse contare su oltre 2000 testi a disposizione, che saliranno ad alcune decine di migliaia soltanto nel secolo successivo. Lione e Venezia furono le protagoniste nella stampa giuridica.
Si verificò dunque una «internazionalizzazione della dottrina giuridica» in misura maggiore di quella medievale, nel corso della quale i programmi didattici delle università rimasero comunque uguali in tutta Europa. La possibilità di far circolare velocemente e su larga scala i testi finì per «provocare influssi reciproci dai vari ordinamenti. Persino i giudici utilizzavano le decisioni di altre corti che conoscevano grazie alla stampa delle decisioni».
Come conseguenza venne però sempre meno la certezza del diritto, in quanto questa vastissima disponibilità di testi, fonti e pareri, talvolta in contraddizione tra loro, comportò un inevitabile aumento della discrezionalità nei giudizi. L'esigenza di mettere ordine in tutto questo materiale iniziò ben presto; a tal proposito si ricorda l'opera di Tommaso Diplovatazio che già nei primi anni del XVI secolo tentò di realizzare una sorta di "guida" per orientare lo studioso di diritto. In tal modo «alcuni autori, ancora più di prima, diventano il punto di riferimento precisione nell'insegnamento e nella legislazione con Bartolo da Sassoferrato che assume un ruolo privilegiato».
Sempre più si diffusero i trattati in cui non solo si procedeva a un riordino delle teorie, ma si poneva maggiormente l'attenzione ai singoli problemi giuridici a dispetto delle fonti, come era tradizione nell'insegnamento universitario. Inoltre, l'esigenza di orientarsi in una tale costellazione di testi introdusse ulteriori tipologie letterarie giuridiche come gli indices, che classificavano le fonti di diritto comune; le repetitiones, in cui venivano raccolti gli insegnamenti universitari corredati da specifiche trattazioni; le quaestiones, esercizi su un caso ipotetico; le repertoria, elenchi alfabetici delle opinioni dottrinali considerate più rilevanti. In poco tempo queste opere, pensate per mettere ordine, crearono ancora più incertezza.
In un tale contesto la legge rivestiva un ruolo sempre più marginale nell'amministrazione del diritto, mentre la giurisprudenza svolgeva la parte di protagonista. Conscio del problema, Giovanni Nevizzano fu uno tra i primi a proporre, a metà del XVI secolo, una nuova compilazione di leggi da realizzarsi da parte del sovrano, affinché si potesse abbandonare il diritto comune la cui fonte principale era ancora il corpus di Giustiniano scritto circa 1000 anni prima. Ci vorranno alcuni secoli perché l'operazione auspicata da Nevizzano possa trovare concretezza.

### Formazione e professioni giuridiche

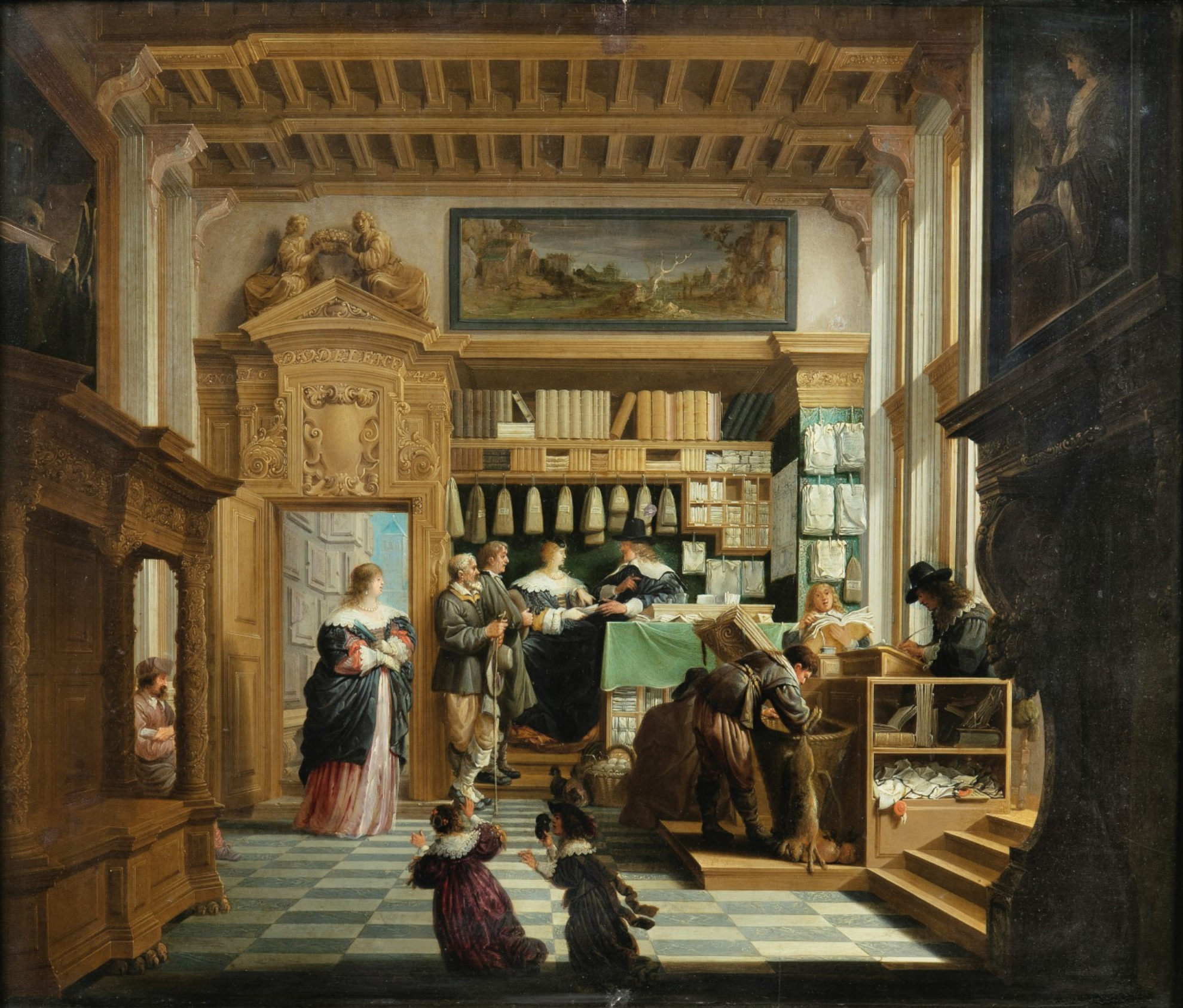
Studio di un avvocato raffigurato da Dirck van Delen (1624)

Per tutta l'età moderna, l'università continuò a essere la via di accesso alle professione giuridiche. Se le antiche università medievali continuarono a operare e ad attrarre studenti da tutta l'Europa, nei Paesi con maggior crescita economica e sociale ne sorsero delle nuove: fu il caso di Salamanca, Bourges, Leida. Le materie insegnate rimasero sostanzialmente quelle legate al diritto romano studiato sui testi giustinianei, ma si aggiunsero anche corsi di diritto pubblico, diritto naturale e di diritto locale. Gli studi giuridici continuarono a essere il miglior sistema di ascesa sociale e per questo molto frequentati. A tal proposito, alla fine del XVII secolo, Francesco D'Andrea annotò che «la carriera forense era quella in grado più di ogni altra di aprire la via alle più alte cariche e alle più grandi fortune anche a chi fosse di estrazione sociale modesta».
Tra i professionisti del diritto vi era un scala gerarchica ben definita. In Italia, ma nel resto dell'Europa la situazione era simile, il vertice era occupato dai giureconsulti. Appartenenti al ceto nobiliare e riuniti in collegi, a essi venivano affidate le cause più importanti e, di conseguenza, maggiormente redditizie. Al di sotto figuravano gli avvocati: di estrazione non patrizia, svolgevano la funzione di difesa delle parti in causa in punta di diritto. Alla base vi erano i causidici, una categoria che comprendeva coloro che perseguivano il compito di rappresentare in giudizio una delle parti per ricostruire la fattispecie. In alcune realtà vi erano anche i sollecitatori, la cui mansione non si discostava molto da quella dei causidici. Ogni professionista, infine, poteva avvalersi dell'ausilio di collaboratori o praticanti.
Diversa fu la formazione dei notai, che rimase pressoché simile a quella medievale: chi avesse voluto praticare il notariato doveva frequentare non le università, bensì specifiche scuole istituite all'interno della corporazione.
Nel Regno di Francia gli avvocati erano inseriti in ordini dedicati, successori delle corporazioni medievali e dotati di una sostanziale autonomia. Prima di esercitare, gli avvocati appena laureatisi dovevano prestare giuramento davanti al Parlamento di Parigi. I procuratori erano considerati ufficiali regi e, poiché era in vigore il sistema di venalità delle cariche, spesso poterono rivestire tale ufficio dietro pagamento di una somma in denaro. In Germania la professione di avvocato costituiva il punto di partenza della carriera di un giurista che, una volta fatta esperienza, poteva assumere la funzione, ben distinta e più importante, di procuratore.

## Le innovazioni giuridiche tra XVI e XVII secolo

### Diritto penale

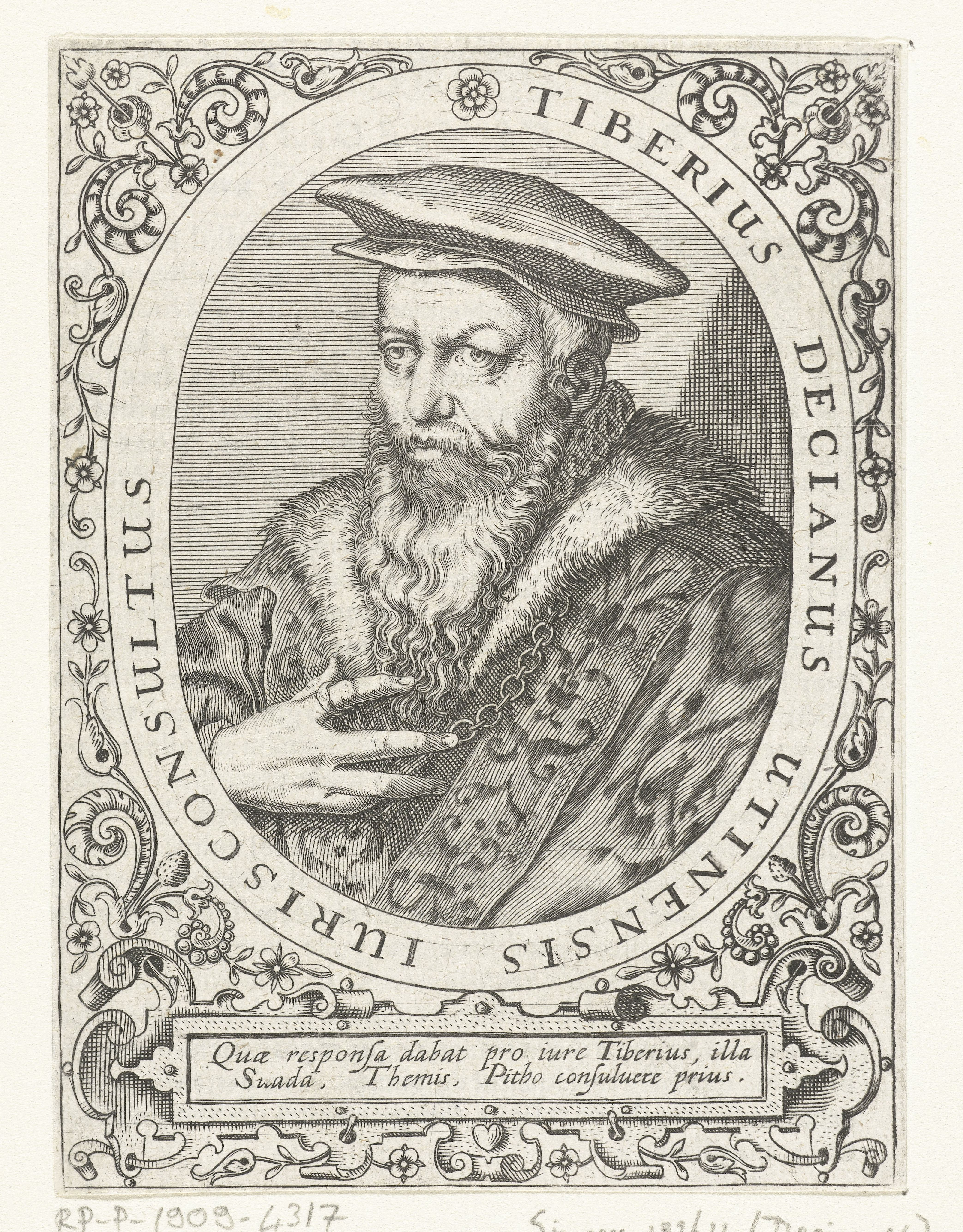
Incisione raffigurante Tiberio Deciani, considerato uno dei più grandi penalisti del XVI secolo

Nel XVI secolo si assistette come non mai allo sviluppo del diritto penale, una disciplina che prima di allora non aveva suscitato particolare interesse: dei cinquanta libri del Digesto giustinianeo solamente due ne trattano e di conseguenza glossatori e commentatori gli avevano dedicato rari approfondimenti. Con la nascita dello Stato la punizione dei reati divenne uno degli elementi del suo potere e alle magistrature venne data la quasi esclusività nella erogazione delle pene e nella repressione, lasciando a soli rari casi residuali la transazione privata tipica dei tempi passati. Contemporaneamente vennero aumentate le fattispecie che prevedevano la pena di morte e quelle che costituivano il reato di lesa maestà.
Molti giuristi iniziarono a lavorare in questo ambito. Importante fu il trattato Practica criminalis, all'interno del quale il giurista lombardo Giulio Claro propose una comparazione tra la giurisprudenza milanese e quella degli altri ordinamenti. Caratterizzato da una metodologia umanistica, Tiberio Deciani nel 1590 pubblicò il Tractatus criminalis utramque continens censuram. Grande successo ebbe il Praxis et theorica criminalis di Prospero Farinacci, edito tra il 1594 e il 1614; adottato per più di due secoli nella pratica giuridica ne furono prodotti compendi ed estratti. Fuori dall'Italia, il belga Joos de Damhouder pubblicò nel 1555 il trattato Practique ès causes criminelles che riscontrò una grande fortuna vantando numerose edizioni e una forte influenza sulle corti penali di tutta Europa.
Nel 1670 nel Regno di Francia fu addirittura lo Stato a prendere l'iniziativa, emanando l'Ordonnance criminelle, uno dei primi tentativi di codifica del processo penale che rimase valido fino alla Rivoluzione francese.

### Diritto commerciale

Frontespizio del "Tractatus de mercatura seu mercatore", in un'edizione del 1575

Tra la fine del Cinquecento e l'inizio del Seicento cambiò anche l'approccio al diritto commerciale. Nato nel Medioevo, si era sviluppato sostanzialmente nella forma della consuetudine per opera degli stessi mercanti e pratici di diritto, con l'eccezione di alcune città italiane, particolarmente dedite alle attività mercantili, che avevano compreso norme al riguardo nei propri statuti. L'ampliamento dei commerci conseguente alle scoperte geografiche rese necessario un apparato normativo strutturato suscitando l'interesse degli studiosi. Uno dei primi a cimentarsi in questa branca del diritto fu l'anconetano Benvenuto Stracca tanto da essere considerato il "padre" del diritto commerciale. Nel 1553 egli scrisse il trattato De mercatura, seu mercatore tractatus in cui venne raccolta una serie esaustiva di questioni relative ai commerci che riguardava tanto le obbligazioni quanto le procedure delle corti mercantili, il diritto marittimo e le procedure fallimentari. Mezzo secolo più tardi, nel 1618, Sigismondo Scaccia pubblicò Tractatus de commerciis et cambio, un'altra "pietra miliare" della disciplina. Ampio contributo venne anche da Raffaele Della Torre, che nel 1641 pubblicò il monumentale Tractatus de cambiis in cui espose le problematiche relative al cambio e alle lettere di cambio.

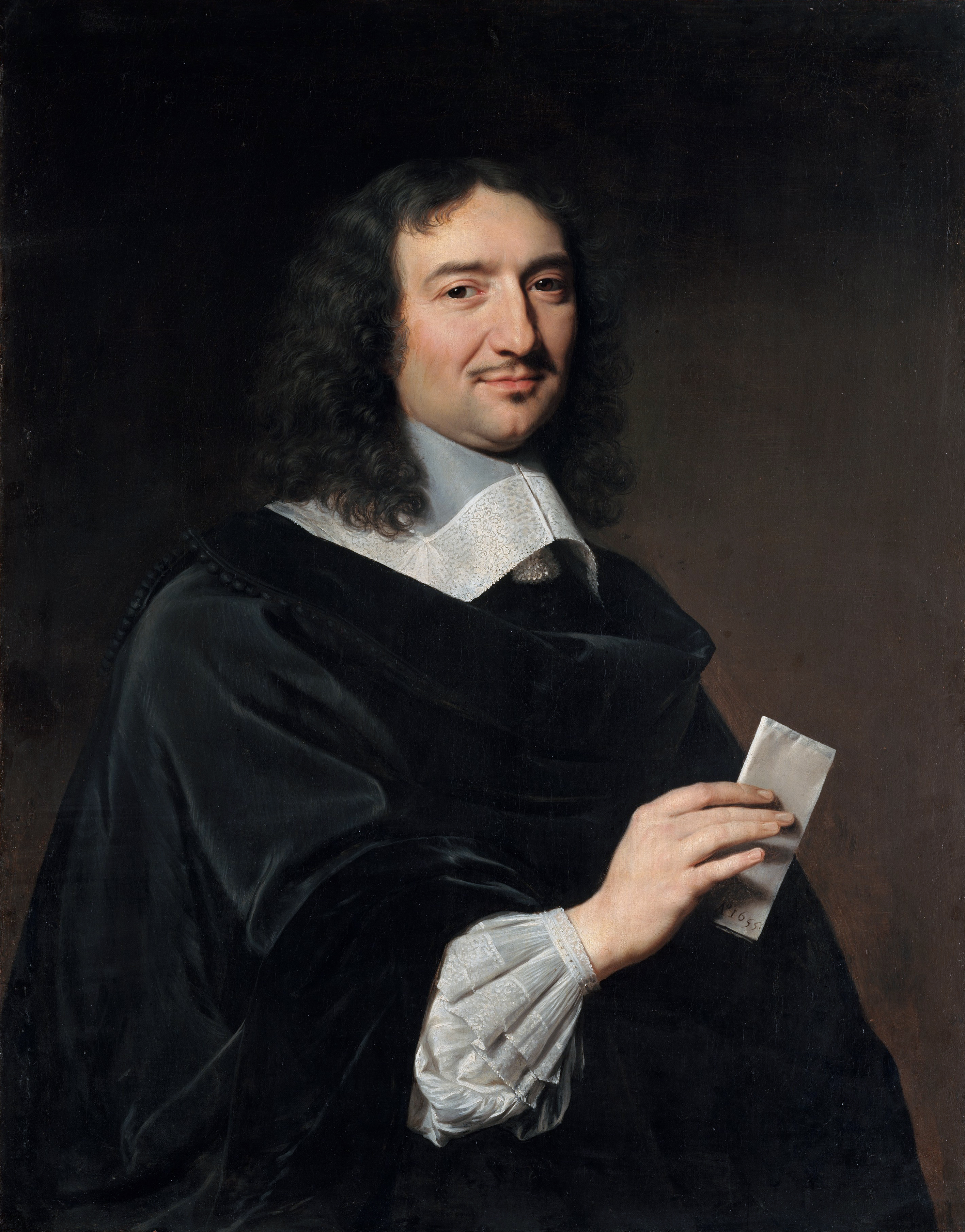
Jean-Baptiste Colbert ritratto da Philippe de Champaigne. Colbert fu uno dei più celebri interpreti del mercantilismo.

Lo sviluppo coloniale degli inizi del Seicento portò lo Stato moderno a intervenire sempre di più nell'economia e nella disciplina dei commerci secondo la teoria del "mercantilismo" secondo la quale la potenza di una nazione derivasse dalla prevalenza delle esportazioni sulle importazioni. Re Luigi XVI nel 1673 fece emanare l'Ordonnance du Commerce, considerata «il primo codice di commercio degli stati moderni». Otto anni più tardi essa venne completata dalla Ordonnance de la Marine che trattava più in particolare di diritto marittimo. Grazie a tali ordonnances, a cui lavorarono tra gli altri Jean-Baptiste Colbert e Jacques Savary, il Regno di Francia si dotò di una «solida impalcatura» giuridica a sostegno dei suoi traffici commerciali disciplinando «minuziosamente l'attività dei mercanti e i suoi rapporti con i privati». A partire dal XVII secolo, il «diritto commerciale divenne, come mai era stato in queste dimensioni, da diritto corporativo, diritto statale». Un'altra potenza commerciale del tempo, l'Inghilterra, a partire dal 1651 emanò gli atti di navigazione (in inglese Navigation Acts); scopo di queste leggi era limitare l'attracco del naviglio straniero nei porti britannici, compresi quelli coloniali, in funzione protezionistica.
L'intervento statale nel commercio si riscontra anche nell'affermazione delle compagnie commerciali privilegiate, imprese private la cui attività economica godeva della protezione governativa che le assicurava il monopolio nei traffici con le colonie e facilitazioni fiscali. Alle compagnie erano concessi ampi poteri sulle colonie, grazie a "carte di concessione" che ne stabilivano le prerogative.
Riguardo allo sviluppo dottrinale si può citare il lavoro di Ansaldo Ansaldi che trattò nella sua opera più celebre, il Discursus legales de commercio et mercatura, le decisioni delle Rote di Genova, Livorno e Firenze, soprattutto riguardo al tema del diritto del commercio, in particolare sui contratti di compravendita, mutuo e assicurazione.

### Giusnaturalismo moderno
Nel corso del XVII secolo, nel campo della filosofia del diritto, vi fu una profonda riconsiderazione del giusnaturalismo, il cui concetto classico risalente fin dall'antichità, venne rielaborato in chiave razionalistica e umanistica. In generale «si volle identificare i principi e i valori del diritto radicati nella ragione, considerata come il fondamento della natura umana». Questa corrente di pensiero, caratterizzata da una forte eterogeneità al suo interno, è conosciuta come "giusnaturalismo moderno" per distinguerla da quella propria della tradizione medievale.
Certamente influenzati dalle complicate situazioni politiche del tempo, aggravate dalle guerre europee di religione, i filosofi del Seicento cercarono di dimostrare l'esistenza o meno di un diritto superiore, valido per ogni uomo, in grado di disciplinare i rapporti interstatali, o tra i sudditi e lo Stato limitando i poteri di quest'ultimo, con lo scopo ultimo di raggiungere l'esistenza pacifica tra gli uomini. Da subito si riconobbe che tale ipotetico diritto, per essere universalmente valido, doveva essere slegato dalla teologia o dalla morale, poiché queste differivano da uomo a uomo, come dimostrato dalla Riforma protestante che aveva spaccato la cristianità. Il suo fondamento, invece, doveva ricercarsi sulla ragione, questa propria di tutti gli individui. Uno dei risultati più importanti fu l'elaborazione della teoria del "contratto sociale", concetto poi ripreso ampiamente nel secolo successivo. Nel Seicento, quindi, «il giusnaturalismo ebbe la sua svolta fondamentale, entrando nell'orizzonte vivibile della cultura giuridica influenzandone in profondità lo svolgimento sia nelle trattazioni teoriche sia nei ragionamenti».

#### Ugo Grozio

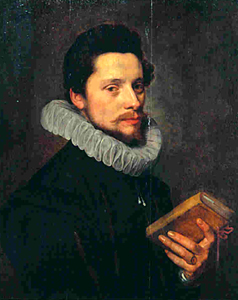
Grozio ritratto da Michiel van Mierevelt

L'olandese Ugo Grozio è comunemente considerato colui che dette vita al giusnaturalismo moderno. Nella sua opera più importante, De iure belli ac pacis, scritta durante i travagliati anni delle guerre di religione europee e pubblicata nel 1625, egli affermò che fosse necessario un diritto sia vincolante per gli Stati sovrani sia scevro da «ogni considerazione morale o teologica, appellandosi esclusivamente alla ragione» in quanto questa universale. Grozio distingue quello che è il diritto volontaristico divino, la cui fonte è la legge mosaica, dal diritto naturale, la cui fonte invece è la razionalità. Facendo ciò, egli si discostò dalla visione luterana e occamiana in cui il diritto naturale è inteso come legge positiva di Dio. Il diritto è dunque laico e immanente, tanto che Grozio arriva a sostenere che esisterebbe anche se non esistesse Dio. Nella sua opera egli espose i principi generali di questo diritto naturale e da cui poi discenderebbero le norme: non rubare e restituire ciò che sia stato rubato; riparare i danni causati per propria colpa; rispettare i patti.
Grozio risponde anche al quesito sulla legittimità del potere del sovrano. Sebbene in uno stato di natura antecedente alla società civile vi fosse una condizione di pacifica convivenza tra gli uomini, questa divenne sempre più instabile a causa dell'egoismo degli uomini stessi. Quindi, per far fronte a ciò, si dovette trasferire il potere a un sovrano che garantisse il rispetto degli interessi reciproci.
L'opera di Grozio ebbe molta fortuna, tanto che l'autore è considerato da taluni anche il padre del diritto internazionale per la sua ricerca di regole di diritto naturale, considerate peraltro da lui necessarie, che potessero vincolare gli Stati e garantire agli uomini di vivere in pace.

#### Thomas Hobbes e John Locke

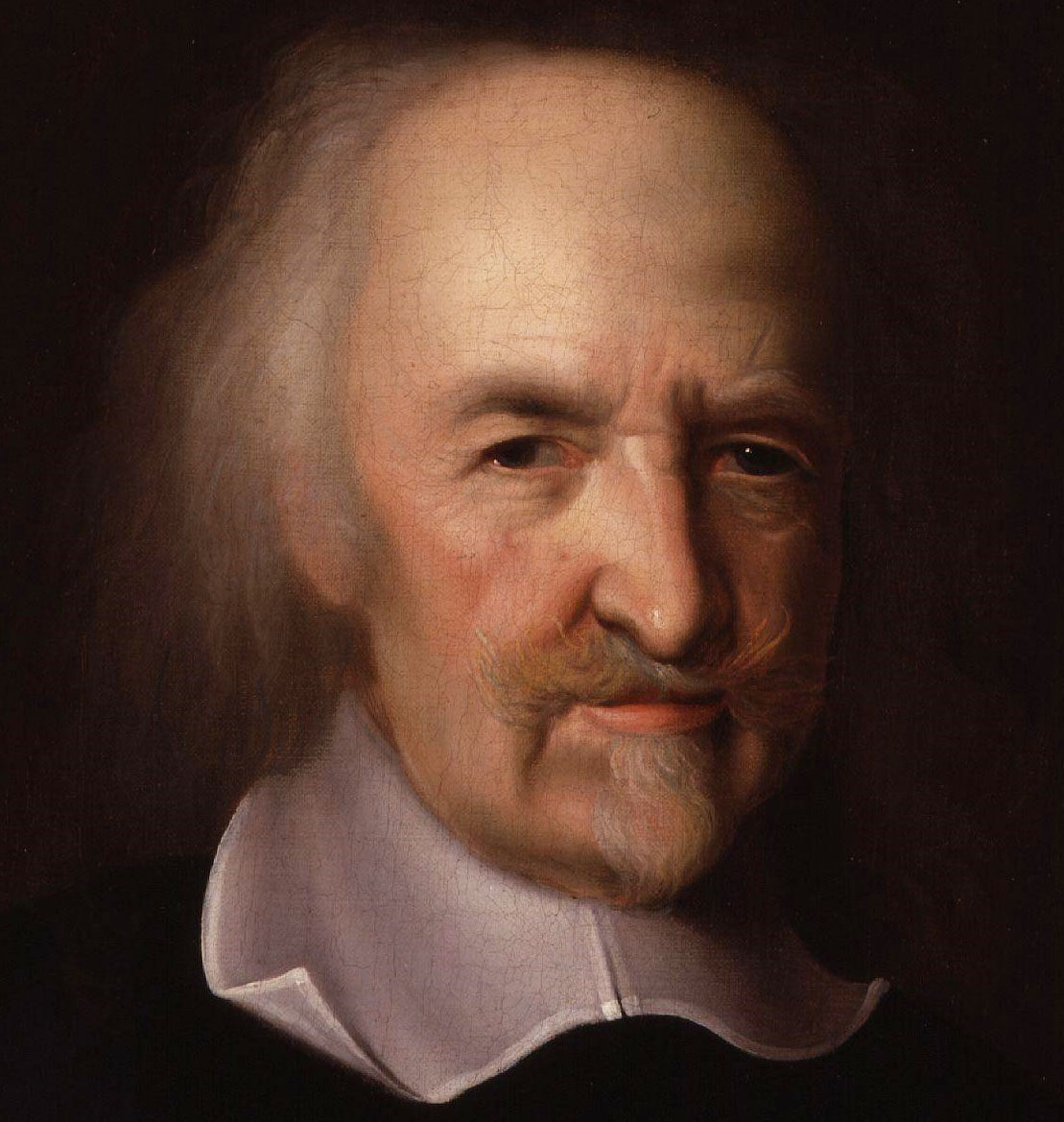
Thomas Hobbes in un ritratto di John Michael Wright

Influenzato dai subbugli della guerra civile inglese, Thomas Hobbes teorizzò la necessità di un potere assoluto che fosse in grado di garantire l'ordine sociale. Secondo la sua visione «da un originario stato di natura in cui ogni uomo si trovava a lottare contro gli altri uomini, si può uscire solo rinunciando ad ogni diritto autonomo e affidando la somma di tutti i poteri ad un unico soggetto»: il sovrano, il cui potere non potrà essere messo in discussione da nessuno. Il quadro delineato da Hobbes è quindi pessimistico, con lo stato naturale inteso come una situazione di guerra perenne a cui l'uomo, interessato alla pace, deve rispondere associandosi per conferire le proprie libertà a un unico soggetto da lui chiamato "Leviatano". Per questa teoria in molti lo considerano il padre del positivismo giuridico.
Nonostante una così radicale posizione a favore dell'assolutismo dello Stato, Hobbes lascia spazio anche al liberalismo negando la retroattività delle leggi asserendo che «nessuna legge può fa divenire crimine un fatto dopo che è stato commesso» ponendo una pietra miliare sullo sviluppo del principio di legalità penale.

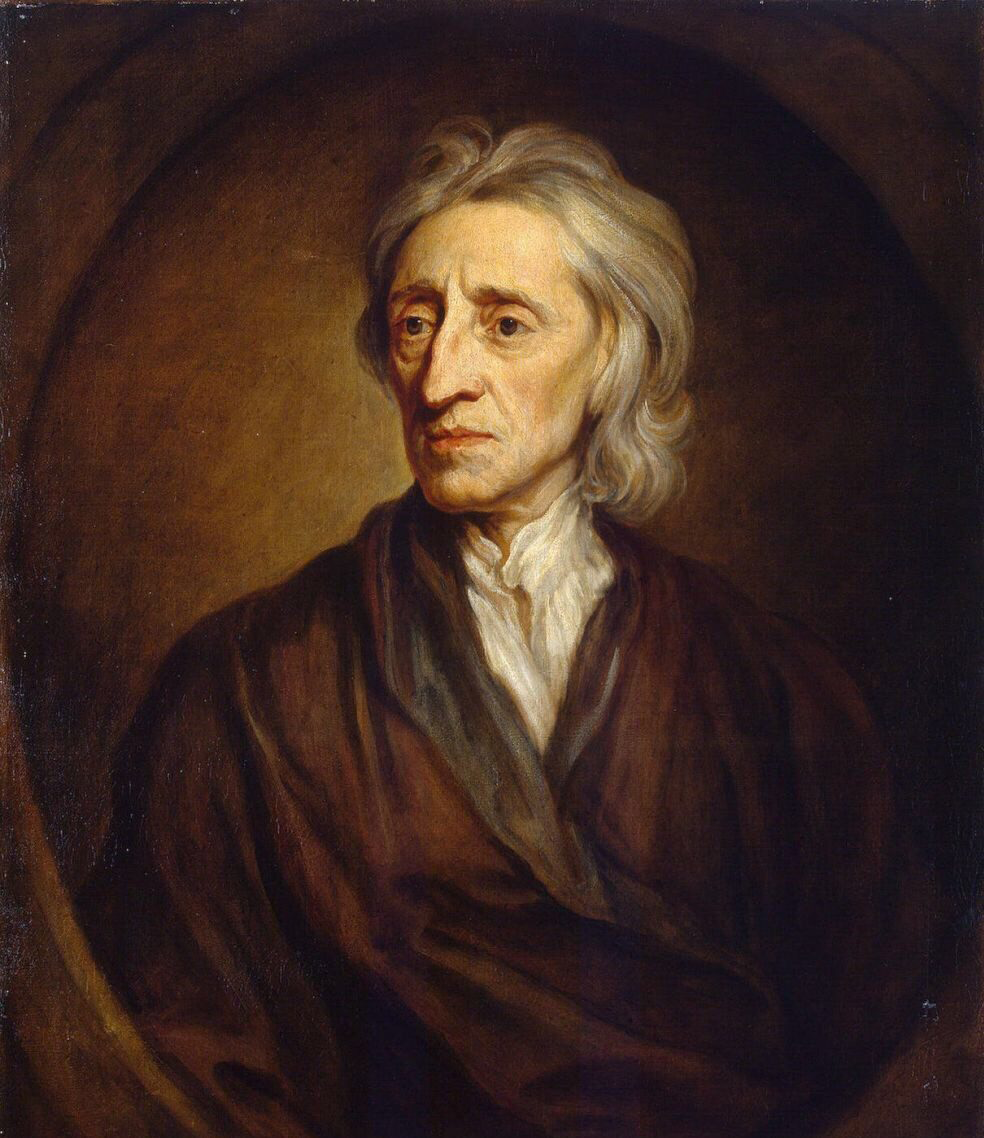
John Locke ritratto da Godfrey Kneller (1697)

A differenza di Hobbes, per John Locke allo stato di natura l'uomo viveva in libertà. La paura di perderla, tuttavia, fece sì che questi affidassero allo Stato parte dei propri poteri affinché portasse stabilità. Pertanto, la funzione dello Stato non è quella di governare in modo assolutistico, ma piuttosto quella di garantire la libertà originaria agli uomini preservando lo stato di natura, in cambio di poteri limitati dal precetto che nessuno può trasferirne ad altri più di quanti ne possieda. Ne consegue che lo Stato non può vantare poteri arbitrari sulla vita, sulle libertà e sulle proprietà degli altri. Inoltre, per Locke, il potere di creare leggi doveva essere conferito a un soggetto diverso da quello che deteneva le prerogative di governo; una prima embrionale formulazione della separazione dei poteri. Molto importante per Locke è anche il concetto di proprietà, considerata un diritto naturale dell'uomo al fianco della libertà economica, su cui lo Stato non deve interferire. La funzione dell'autorità centrale dovrebbe essere solo quella di garantire la pace nella società e il diritto della proprietà per tutti i sudditi.
Per Locke, quindi, il fondamento del diritto naturale è la libertà dell'uomo, che deve essere mantenuta grazie ad accordo tra di essi e il governo nella forma del patto sociale. Nel suo pensiero vi è una «concezione razionalista del diritto naturale definito come una regola di condotta fissa ed eterna dettata dalla ragione stessa [...] chiara e intellegibile a tutte le creature razionali». In tali teorizzazioni, Locke fu certamente influenzato dalla vivace situazione economica che stava attraversando l'Inghilterra in quel tempo, fatta di commerci e di affari; per molti è considerato il fondatore del liberalismo.

#### Samuel von Pufendorf

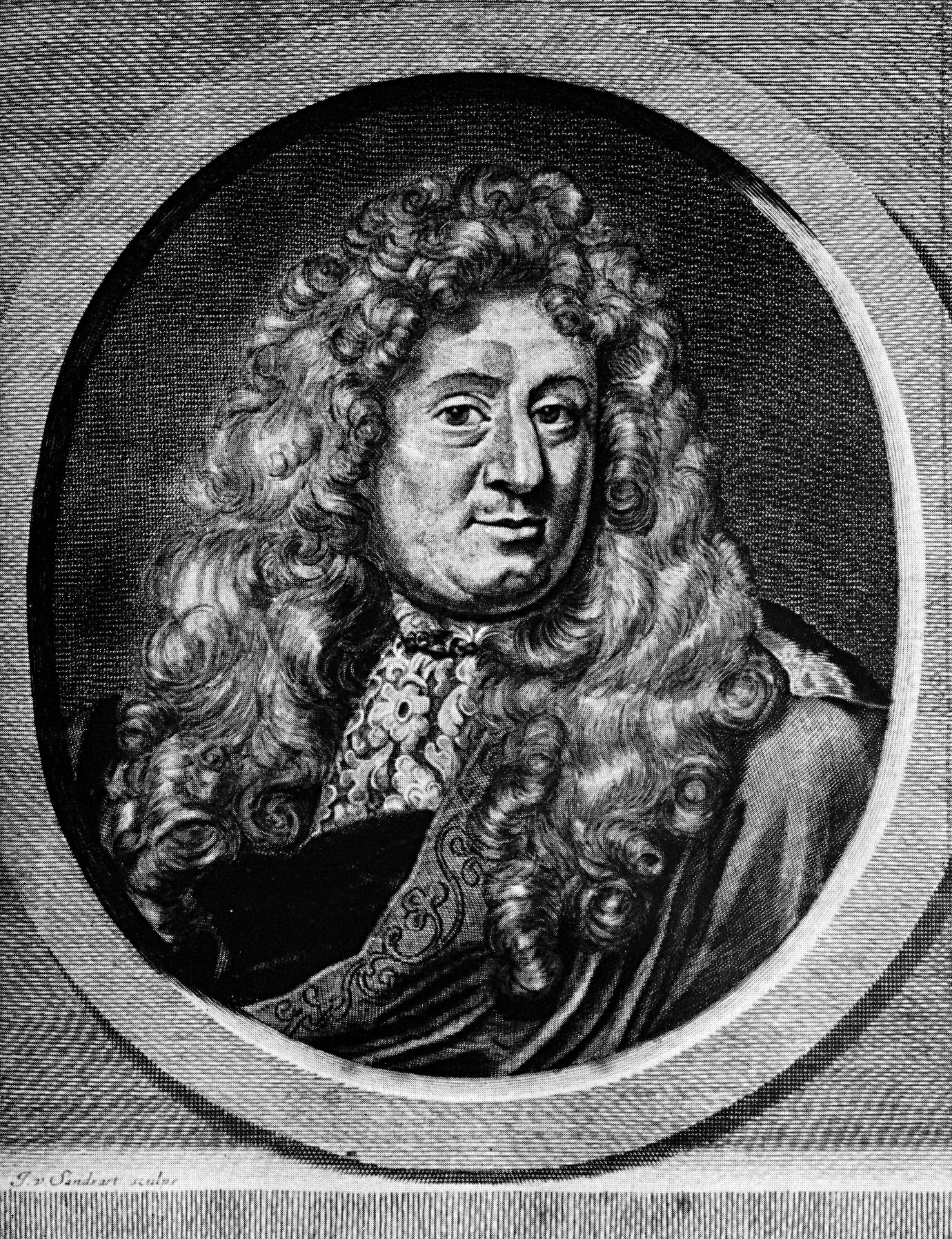
Samuel von Pufendorf

Anche Samuel von Pufendorf elabora la sua teoria sul diritto naturale partendo dal considerare una situazione antecedente alla nascita della società in cui l'uomo viveva abbandonato a sé stesso. A differenza di Hobbes e Locke, Pufendorf ritiene che tale stato sia solo teorico e che non sia esistito veramente, se non contemporaneamente e parzialmente. Si tratterebbe dunque soltanto di un modello concettuale funzionale a spiegare l'esistenza di un diritto della natura. Questa situazione di abbandono terminò con la nascita degli Stati, i quali, al prezzo di una perdita di libertà, portarono a una stabilizzazione sostanziale della società. Da questo deriva la legittimità del potere di governo attribuiti al sovrano. Il "contratto" con il potere che viene attribuito agli Stati avvenne in due fasi: inizialmente gli uomini dettero vita volontariamente a una società tra di essi e successivamente venne conferito a un soggetto (lo Stato) il potere di imporre le leggi per l'unico fine di perseguire l'utilità pubblica.
Come Grozio, anche Pufendorf ritiene essenziale per il diritto naturale il suo riconoscimento universale da parte di tutti gli uomini e questo può avvenire solamente se esso è fondato sulla ragione e non sulla teologia o sulla religione, ma pur sempre all'interno della volontà divina che ispira i precetti poi recepiti razionalmente. Tuttavia, Pufendorf si distingue da Grozio per via dell'idea «che l'essenza della legge consiste in un comando di un superiore che vincola i soggetti-sudditi. Un comando di Dio reso comunque coattivo dal potere pubblico».

#### Christian Thomasius e Gottfried Wilhelm von Leibniz
Cresciuto sotto l'influenza filosofica di Pufendorf, Christian Thomasius dedicò gran parte della sua ricerca a definire i confini del potere dello Stato nell'imporre le leggi. Per il suo lavoro è considerato il fondatore del liberismo tedesco. Nel penale anticipò molti temi che saranno ripresi nel secolo successivo dall'illuminismo giuridico del secolo. Innanzitutto asserì la necessità di abrogare alcuni reati riguardanti la sfera interiore dell'individuo o che fossero meramente immaginari, quali l'eresia e la stregoneria. Propose anche di abolire la tortura in sede di interrogatorio. Infine, osservò che lo scopo della pena non dovesse essere quello di vendetta nei confronti del reo, ma che dovesse avere una finalità "curativa" per la società.
Grande anticipatore dei tempi fu anche Gottfried Wilhelm von Leibniz. Giurista, oltre che genio universale, fu tra i primi ad applicare la scienza e la ragione all'analisi del diritto. Per Leibniz la giurisprudenza doveva rispettare le regole della logica in un «sistema di proposizioni che connettono soggetti e predicati»; il diritto romano non era, per lui, da abbandonare, ma doveva limitarsi a essere fonte di principi giuridici generali, universali e indipendenti dalla morale. La teoria dei princìpi su cui basare la produzione delle norme sarà poi ripresa nello sviluppo dei moderni codici legislativi.

## Regno d'Inghilterra

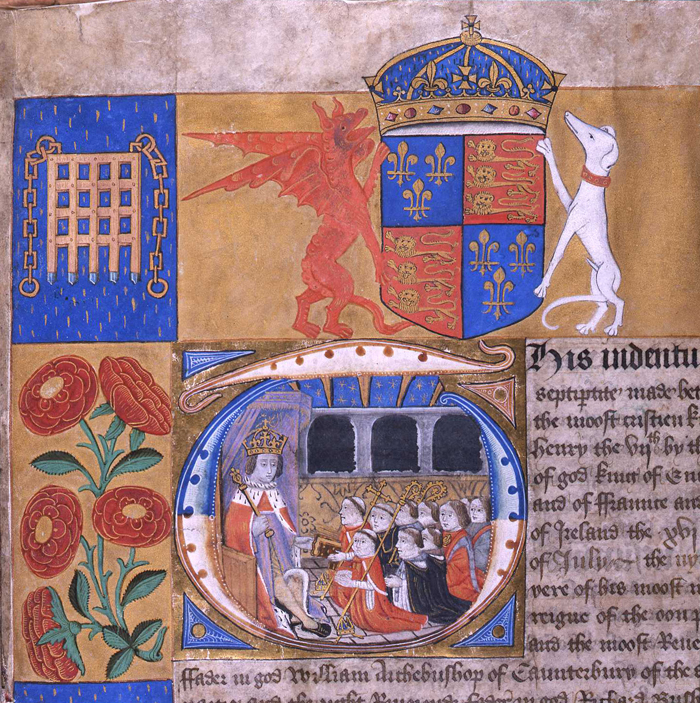
Un documento del 1504 che mostra il re Enrico VII seduto nella Star Chamber

Nel Regno d'Inghilterra il sistema giuridico, detto di common law, si era evoluto diversamente da quello vigente in Europa continentale per tutto il Medioevo e continuò a svilupparsi autonomamente anche nei secoli successivi. Nonostante la forte limitazione alla produzione di nuovi writs, dovuta anche alla progressiva affermazione del Parlamento come organo legislativo, i giuristi proseguirono nell'elaborazione giurisprudenziale spesso ricorrendo alla finzione giuridica con cui riuscivano ad ampliare i significati e le applicazioni degli strumenti già a disposizione.
Sostanziali evoluzioni si ebbero per tutta l'età moderna nel sistema delle corti. Per integrare le attività giudiziarie dei tradizionali tribunali di common law in materia penale, alla fine del XV secolo venne istituita la Star Chamber. Inizialmente pensata per garantire la corretta applicazione delle leggi contro le persone socialmente e politicamente importanti, finì per divenire uno strumento di oppressione sociale e politico attraverso l'uso e l'abuso arbitrario del potere. Nel 1641, con la fine dell'assolutismo a seguito della guerra civile inglese, venne abolita. Sempre per superare i limiti di tutela dato dal sistema di common law, tra XV e XVI secolo si assistette a un vasto ampliamento della giurisdizione della Court of Chancery (corte della cancelleria), un tribunale che giudicava le controversie in base al principio di equity (equità) secondo un «esame congiunto del diritto e del fatto con un notevole margine di discrezionalità» risentendo talvolta nelle sue decisioni dell'influsso del diritto romano e diritto canonico). Al cancelliere fu dato addirittura il diritto di intervenire nei procedimenti svolti presso le altre corti, qualora ritenesse che il giudizio non rispettasse il principio di equità (contra scienza), chiamando a lui le parti. Anche in questo caso l'abolizione dell'assolutismo ne decretò la progressiva decadenza per via delle critiche circa la sua eccessiva arbitrarietà; tuttavia il ruolo che ebbe nello sviluppo del diritto inglese è innegabile.

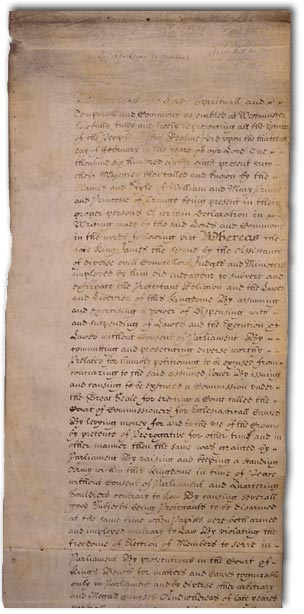
Il Bill of Rights originale del 1689

La guerra civile e la successiva "Gloriosa rivoluzione" ebbero un vasto impatto su tutto l'assetto istituzionale dell'Inghilterra. Fulcro di ciò fu l'emanazione nel 1689 del Bill of Rights, considerato il fondamento del Sistema Westminster ancora oggi utilizzato nel Regno Unito e non solo. In particolare, il testo del Bill of Rights svolge il ruolo centrale del Parlamento nella configurazione dei poteri e indirizza il sistema costituzionale verso la tutela delle libertà dei cittadini, di cui la posizione del Parlamento e le prerogative dei suoi membri sono il primo baluardo. Molti storici vedono nel Bill of Rights la nascita del costituzionalismo.
Nell'età moderna si delinearono meglio alcuni caratteri specifici del sistema di common law. A titolo di esempio, il ruolo dei giurati nei processi mutò da gruppo di persone chiamate a testimoniare sui fatti riguardanti la lite o il reato a veri e propri giudici estranei agli eventi in discussione a cui era richiesto un verdetto riguardante la questione di fatto. A ogni modo, al giudice togato restava sempre il verdetto finale ed egli possedeva facoltà che gli permettevano di indirizzare la giuria, se non addirittura di metterla in discussione o chiederne la sostituzione. La grande autorevolezza che i giudici godevano fin dal Medioevo rimase inalterata grazie alla loro immutata indipendenza dai poteri esterni, in particolare la monarchia, gli operatori economici o i ceti sociali.

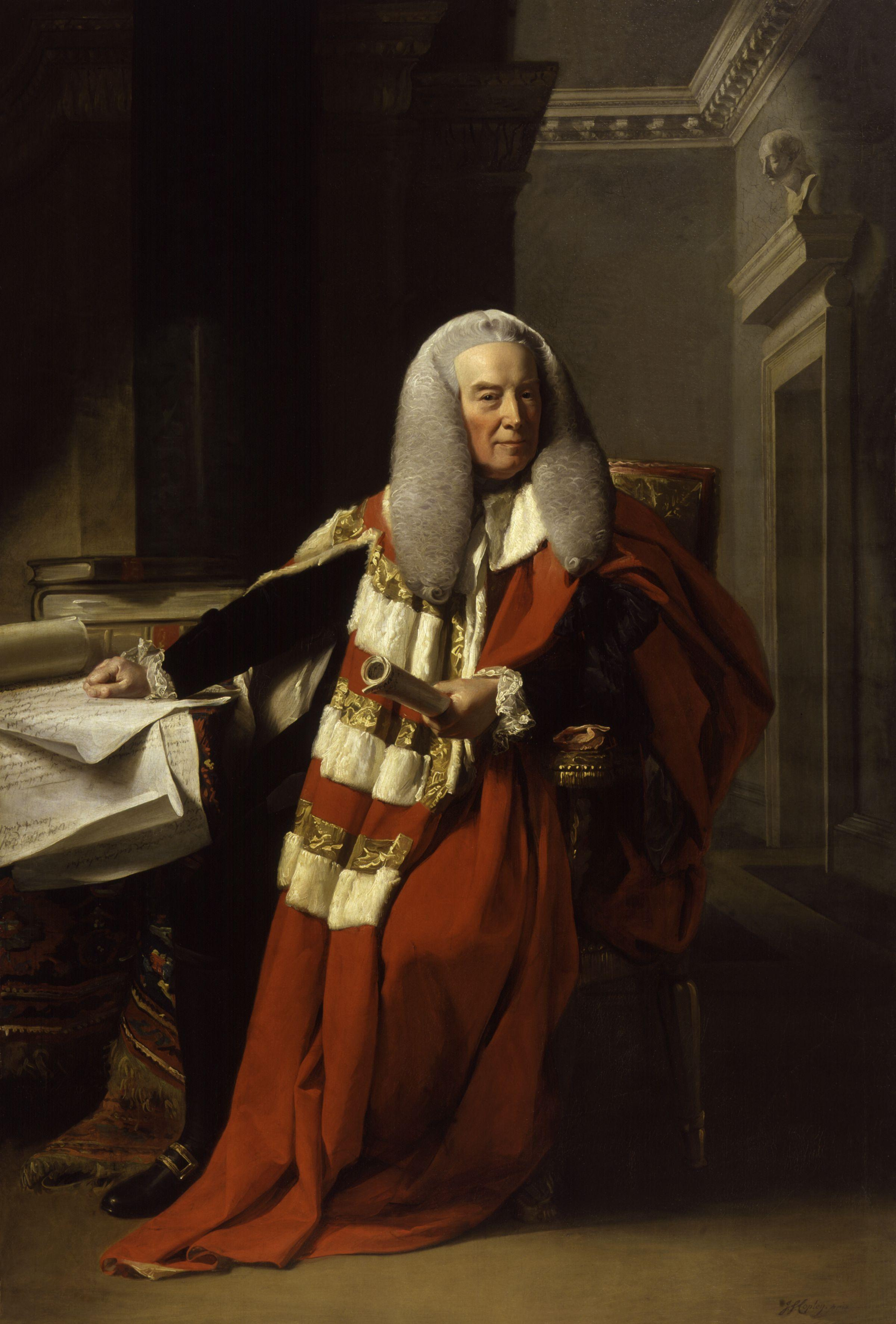
William Murray, I conte di Mansfield, celebre giurista inglese del XVIII secolo

Ciò si tradusse anche nella consolidazione, seppur avvenuta molto lentamente, del precedente giudiziario come fonte vincolate nell'ambito di un processo, valido con riferimento a una fattispecie identica o analoga a quella in esame. Tale principio, detto di stare decisis, assunse una propria fisionomia tra il XVI e il XVII secolo, quando si iniziò a ritenere vincolanti le decisioni assunte dalla Exchequer Chamber, che per casi di particolare rilievo riuniva i giudici regi della Court of Exchequer, della Court of King's/Queen's Bench e della Court of Common Pleas. A fine Seicento la vincolatività delle decisioni dell'Exchequer Chamber era ormai pacifica. Con la diffusione nel XVIII secolo di law report affidabili, che consentivano una ricerca attendibile dei precedenti applicabili, la prassi di conformarsi ai precedenti giudiziari cominciò a essere percepita come un obbligo, anche grazie all'alto prestigio sociale dei giudici.
Anche il diritto commerciale fu uno dei protagonisti del diritto inglese dell'età moderna. Tradizionalmente, le controversie commerciali erano discusse presso le Court of piepowders, tribunali di origine medievale dove giudici-mercanti operavano su base consuetudinaria in modo semplice e informale, ma a partire dall'inizio del XVII secolo i casi iniziarono a entrare nella giurisdizione della Court of Common Pleas ove sedevano giudici professionisti. Tra coloro che contribuirono maggiormente nello sviluppo del diritto dei commerci vi fu William Murray, I conte di Mansfield, colto giurista del XVIII secolo e profondo conoscitore sia del diritto romano sia di quello inglese. Lord Mansfield fu in grado di «mettere a frutto nelle decisioni la ricchissima elaborazione concettuale del continente, innestate con grande abilità nel contesto delle consuetudini e delle tradizioni del Common law». Con le sue sentenze, dal carattere poco formale in cui largo rilievo veniva dato ai patti e alla buona fede, vennero modellati alcuni strumenti giuridici che permisero di regolare svariati temi legati ai commerci, come i contratti, il diritto della navigazione, le assicurazioni, le società e le cambiali.

## Il Settecento giuridico

### Illuminismo e diritto: la critica all'Ancien Régime
Agli inizi del XVIII iniziò a diffondersi in tutta Europa una sorta di "movimento" (o piuttosto «una mentalità, una tendenza», come la definisce Mario Alessandro Cattaneo per sottolinearne l'eterogeneità), noto come illuminismo, la cui visione razionale porterà alla critica del mondo di "antico regime" e in particolare del suo ordinamento giuridico. Già da tempo, per molti, erano noti i problemi che attanagliavano il diritto comune ancora vigente e basato in larga parte sul diritto romano. Innanzitutto vi era una diffusa consapevolezza della sua incertezza dovuta all'accumularsi di secoli di elaborazioni dottrinali, di pareri, di legiferazioni e di decisioni giudiziarie. Inoltre il diritto comune prevedeva una rigida stratificazione della società in classi con diritti diversi tra queste, una situazione per molti avvertita come ingiusta e contraria agli ideali di uguaglianza che iniziavano a emergere. Nel campo penale, infine, si criticavano i brutali metodi repressivi e l'iniquità del processo basato sulla tortura giudiziaria, sulle denunce anonime e sulle scarse possibilità di difesa concesse agli imputati. In un tale contesto molti furono gli autori che mossero accuse al sistema giuridico ed economico del tempo, elaborando nel contempo possibili soluzioni.

#### Fisiocrazia
La fisiocrazia fu una corrente di pensiero sviluppatasi in un gruppo di economisti francesi del XVIII secolo. Secondo tale impostazione, in opposizione al mercantilismo in voga a quel tempo, per perseguire lo sviluppo economico delle nazioni non si dovevano sostenere i commerci e le industrie, bensì le attività agricole, in quanto considerate vera fonte di ricchezza di un popolo. Per questo, venne «esaltato il diritto di proprietà in accordo con i giusnaturalisti e illuministi e che lo ritenevano un diritto naturale e fondamentale dell'uomo», proponendo l'abolizione di ogni vincolo sulla proprietà fondiaria e in particolare quelli di origine feudale. François Quesnay (1694–1774), Victor Riqueti de Mirabeau (1715–1789) e Anne-Robert-Jacques Turgot (1727–1781) ne furono i principali esponenti.

#### Montesquieu e la separazione dei poteri

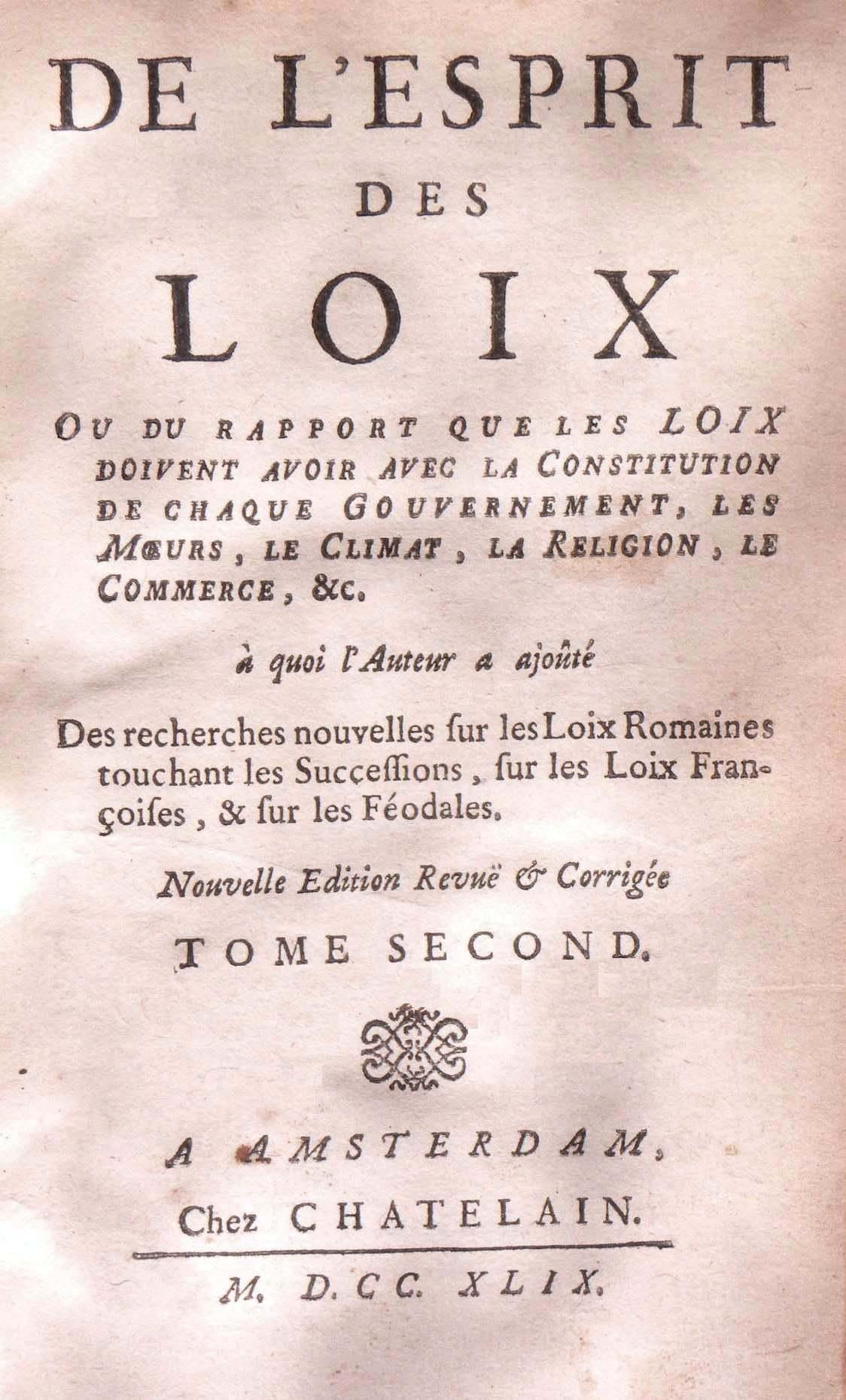
Frontespizio del secondo volume del De l'esprit des in un'edizione del 1749

Le prime critiche al sistema giuridico da parte di Montesquieu comparvero nel suo romanzo epistolare satirico Lettere persiane (Lettres persanes) pubblicato nel 1721. L'interesse dell'autore verso l'argomento trovò tuttavia la sua massima espressione ventisette anni più tardi, quando dette alle stampe in forma anonima la sua opera più celebre, Lo spirito delle leggi (De l'esprit des lois), una vera e propria enciclopedia del sapere politico e giuridico del Settecento. Distaccatosi dal giusnaturalismo illuminista, nel suo capolavoro Montesquieu analizza i rapporti di potere all'interno di un sistema politico conducendo un'indagine storica che va dall'ordinamento dell'antica Grecia, fino a quelli a lui contemporanei. Largo spazio concesse anche alla comparazione tra il modello monarchico francese e quello inglese, quest'ultimo da lui particolarmente apprezzato per la sua tolleranza. All'opera è attribuita la formulazione della teoria della "separazione dei poteri", ripresa ma riveduta rispetto a quella precedente di Locke, che diventerà successivamente uno dei pilastri delle costituzioni del ventesimo secolo. Secondo questa teoria, un bilanciamento dei poteri, che non dovevano essere concentrati in una sola persona o istituzione, era fondamentale per garantire tolleranza e libertà in quanto il «potere assoluto corrompe assolutamente». Dunque, per Montesquieu i tre poteri dello Stato, potere legislativo (fare le leggi), potere esecutivo (farle eseguire) e potere giudiziario (giudicarne i trasgressori), devono restare nettamente separati.
Nel suo lavoro, inoltre, Montesquieu esamina il ruolo dei giudici, asserendo che la possibilità di autonoma interpretazione delle norme e la discrezionalità dovevano essere ridotte al minimo in modo da evitare soprusi. Per l'autore il giudice doveva essere solo la "bocca della legge", poiché il potere di creare le norme competeva esclusivamente al legislatore. Riguardo al sistema penale, Montesquieu dimostrò di avere una visione particolarmente moderna per il tempo, affermando che dovesse essere «di matrice laica e di impronta garantista» e che «solo le azioni esterne sono possibili di persecuzione, le intenzione e le parole non devono essere considerate rilevanti ai fini processuali e penali».

#### Voltaire

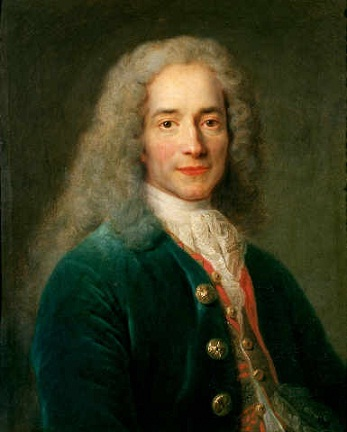
Voltaire ritratto da Nicolas de Largillière

Voltaire, eclettico esponente dell'illuminismo, dedicò gran parte delle sue riflessioni alla critica del sistema legale francese, accusandolo di essere fonte di ingiustizie. Tra le accuse mosse all'ordinamento di Ancien Régime vi furono la volontà di imporre ai sudditi un'unica fede religiosa, la mancanza del diritto di difesa nel processo penale, le dure pene previste per gli eretici, la violazione della libertà di pensiero e di espressione, l'ampio ricorso alla censura, i privilegi del clero e della nobiltà. Inoltre, egli pose l'attenzione sulla pluralità degli ordinamenti esistenti a quel tempo in Francia che mutavano da luogo a luogo o da classe sociale a classe sociale, provocando distorsioni e ingiustizie. Famosa, a tal proposito, la sua affermazione secondo la quale «un viaggiatore in questo paese, cambia leggi quasi tante volte quante cambia i cavalli di posta».
La soluzione proposta da Voltaire per tutto questo fu radicale e riassumibile nella sua celebre esortazione: «Volete avere buone leggi? Bruciate le vostre e fatene di nuove», a intendere che fosse necessario produrre una nuova legislazione che fosse chiara, uniforme e precisa. Nonostante le sue idee di rinnovamento, egli rimase sempre un sostenitore dell'assolutismo illuminato come forma di governo da preferirsi, inclinazione ben dimostrata dalle sue amicizie con alcuni sovrani dell'epoca.

#### Il contratto sociale di Jean-Jacques Rousseau
Il contributo più importante che Jean-Jacques Rousseau apportò al campo del diritto avvenne con la breve opera Il contratto sociale; pubblicata nel 1762, essa avrà una forte influenza negli anni della Rivoluzione francese. Riprendendo uno dei temi centrali del giusnaturalismo, il filosofo ginevrino riconobbe che l'ideale di vita dell'uomo fosse nella natura e che il suo allontanamento ne avesse provocato l'infelicità e la disarmonia. Per riconquistare l'ordine, gli uomini dovettero stipulare tra di loro un patto sociale con cui consegnare parte della propria sovranità, che comunque continuava ad appartenergli, a un principe che governasse per loro attraverso le leggi astratte e generali. Queste, dunque, sono uno strumento proveniente dal popolo. Secondo la massima: «Chi comanda sugli uomini non deve comandare sulle leggi, e chi comanda sulle leggi non deve comandare sugli uomini», Rousseau enuncia la sua teoria sulla democrazia diretta. Sottomettendosi alle leggi, quindi, l'uomo può ritrovare la sua libertà perché esse sono l'espressione della stessa volontà del popolo.

#### Illuminismo in Italia

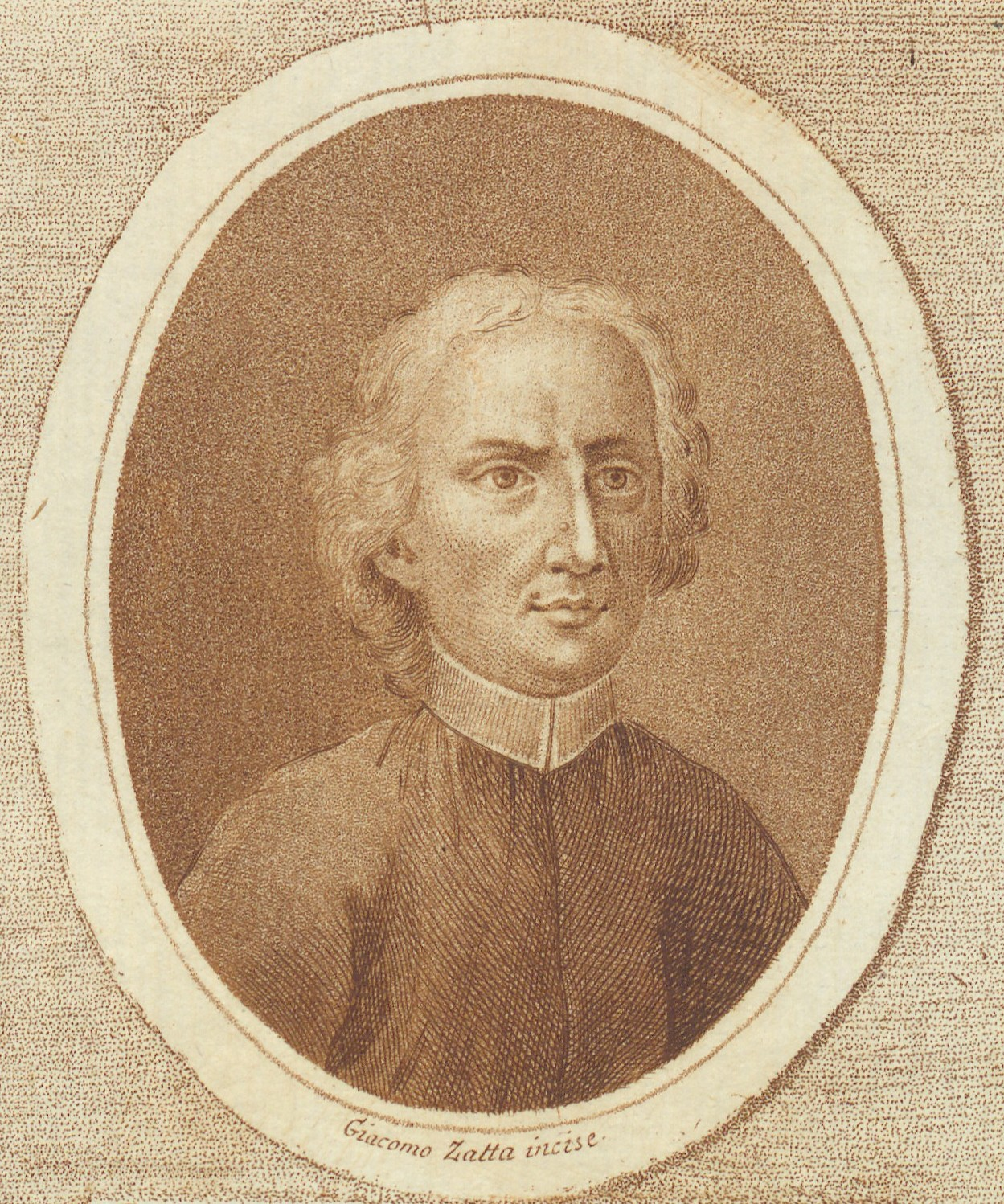
Ludovico Antonio Muratori in una litografia della fine del XVIII secolo

Tra le critiche al sistema di diritto comune che si levarono tra il XVII e XVIII secolo tra gli illuministi italiani si distinse quella di Ludovico Antonio Muratori. Già nel 1721 lo storico modenese, conscio del caos normativo, inviò una lettera all'imperatore Carlo VI d'Asburgo per convincerlo a procedere con una semplificazione autoritaria del diritto da realizzarsi tramite la pubblicazione di un piccolo tomo ufficiale in cui selezionare e concentrare le leggi esistenti. Alla lettera non vi fu un seguito, ma nel 1742 Muratori pubblicò il saggio Dei difetti della giurisprudenza in cui, partendo da un'attenta osservazione del sistema giuridico del tempo, evidenziò come la «proliferazione senza controllo delle opinioni degli esegeti, l'indeterminatezza normativa, la prolissità e la lunghezza del processo» lo avevano portato a essere profondamente iniquo. La soluzione proposta fu quella di abbandonare il vecchio diritto comune a favore di una legislazione chiara e precisa per opera del principe. Tuttavia, egli stesso sottolinea che alcuni difetti siano intrinseci e non risolvibili e che una certa interpretazione da parte dei giudici fosse inevitabile.

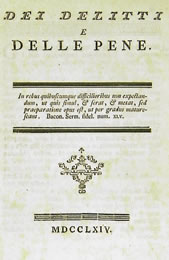
Frontespizio della prima edizione (1764) di Dei delitti e delle pene

Celebri furono altresì i rimproveri mossi dai fratelli Pietro e Alessandro Verri, i quali non esitarono ad accusare il codice giustinianeo, ancora formalmente in vigore, bollandolo come un «ammasso di leggi, monumento d'una grande opera mal eseguita», «una confusa somma di assurdità e contraddizioni». Nella Orazione panegirica sulla giurisprudenza milanese Pietro sarcasticamente elogia il sistema giuridico locale, facendo intendere la necessità di «una riforma che desse certezza e razionalità al sistema». I due fratelli fondarono l'Accademia dei Pugni di cui fece parte Cesare Beccaria. Esortato proprio dai Verri, Beccaria pubblicò nel 1764 il breve trattato Dei delitti e delle pene che gli darà una grandissima fama. Nell'opera compare una formulazione moderna del principio di legalità del diritto penale secondo la quale i reati e le pene devono essere previsti esclusivamente dalla legge. Riguardo alle pene, Beccaria le intese finalizzate solo all'evitare la reiterazione, asserendo che «tutte le pene che oltrepassano la necessità di conservare la società sono ingiuste di natura»; dovevano anche essere proporzionali alla gravità del fatto criminoso ma certe. Inoltre, chiedeva di eliminare la pena di morte, in quanto fonte di errori non rimediabili preferendogli i lavori forzati considerati maggiormente dissuasivi. La tortura giudiziaria venne criticata perché spesso premiava la resistenza fisica dell'imputato invece che appurare la verità. L'opera di Beccaria ebbe un'ampissima diffusione, come dimostra il fatto che venne ristampata in numerose riedizioni e tradotta in molte lingue, influenzando enormemente la società e i governi dell'epoca. Lo scritto permise di fissare «i principi cardini dell'illuminismo giuridico penale», tanto che in breve alcune delle idee vennero assorbite dagli ordinamenti penali di molti Stati europei.

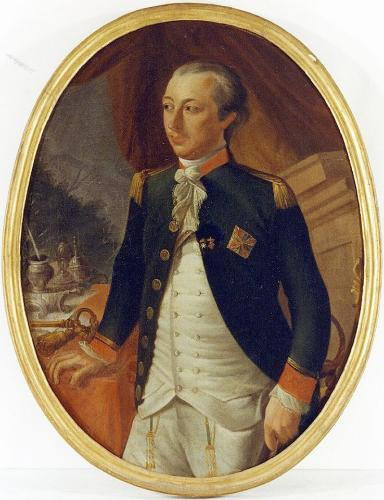
Ritratto di Gaetano Filangieri

Un altro saggio di un autore italiano che ebbe una grande fortuna, tanto da ispirare la Costituzione statunitense, fu la Scienza della Legislazione di Gaetano Filangieri. Con questo lavoro, il giurista e filosofo napoletano intese proporre un vasto programma di rinnovamento del diritto penale e civile del suo tempo che comprendeva, a titolo di esempio, l'abolizione del fedecommesso, la proporzionalità dei tributi, il ricorso a una giuria popolare nei processi penali, la riduzione dell'uso della manomorta ecclesiastica, la libera disponibilità della proprietà e l'abolizione dei privilegi dei nobili. La metodologia adottata dal Filangieri è basata sull'idea che l'«analisi normativa non poteva essere condotta solo con la tecnica del giurista o del filologo, ma necessitava della prospettiva politica», quindi per l'autore il riordinamento del sistema giuridico non poteva che prescindere dall'unione della teoria alla pratica tenendo pertanto in considerazione il reale contesto socio-economico in cui l'ordinamento opera. Pertanto, nel corso della sua analisi, Filangieri dimostra di condividere l'impostazione illuminista di una legislazione razionale la cui fonte primaria resta il diritto naturale «interpretato in chiave utilitaristica».

#### Immanuel Kant

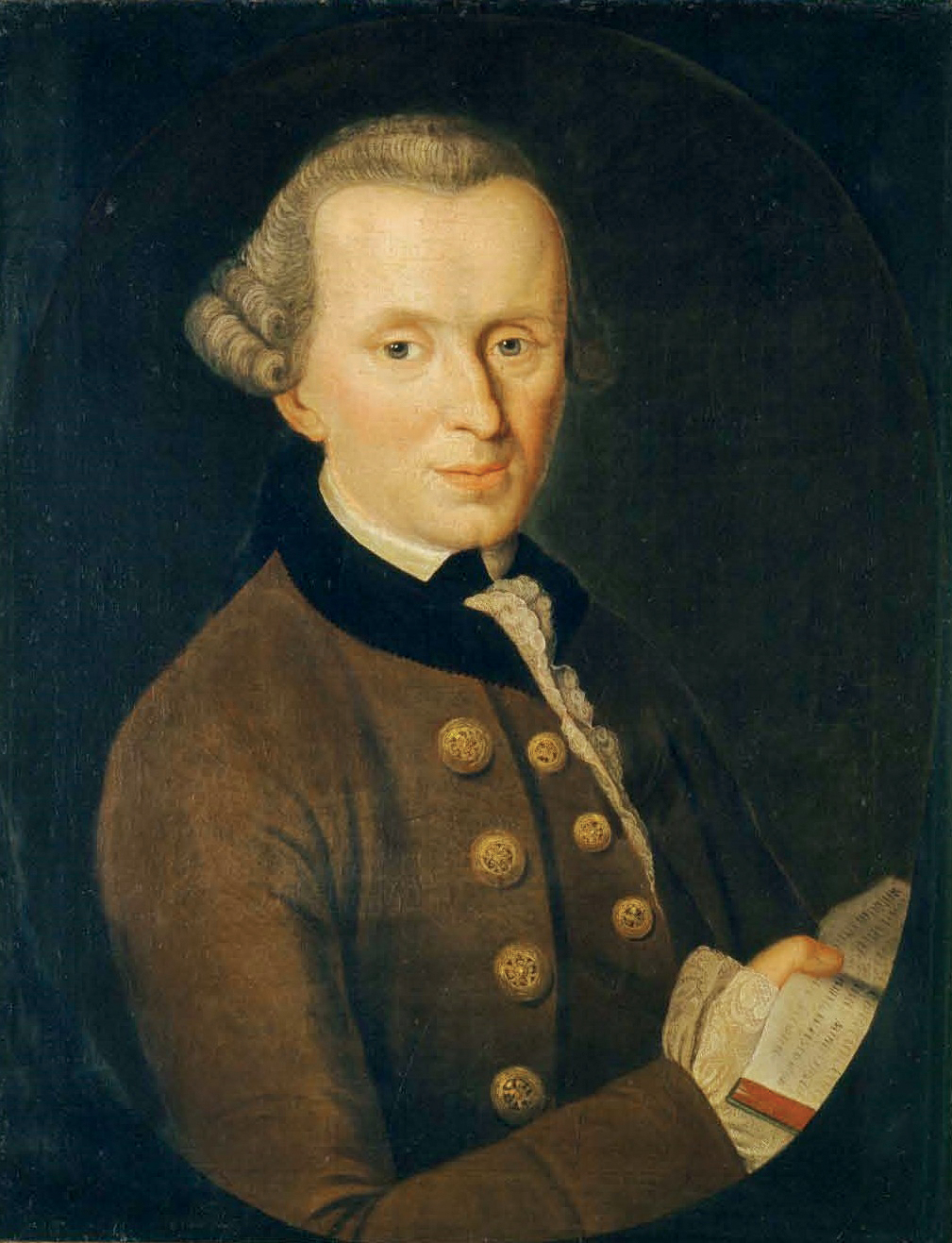
Immanuel Kant in un ritratto del 1768

Le riflessioni di Immanuel Kant sul diritto si trovano principalmente nella prima parte dell'opera La metafisica dei costumi pubblicata nel 1797. Nella sua analisi, l'autore propone dapprima una distinzione tra diritto e morale: una norma è ritenuta morale quando viene rispettata come conseguenza sia del dovere sia della volontà, mentre è considerata giuridica quando non vi sia tale coincidenza e quindi venga rispettata solamente per dovere. Stabilito questo primo punto, Kant espone una definizione del diritto concludendo che «è l'insieme delle condizioni per le quali l'arbitrio di ognuno può accordarsi con l'arbitrio degli altri secondo una legge universale di libertà». In altre parole, data una pluralità di soggetti che agiscono arbitrariamente influenzando, ciascuno, il campo di azione altrui, il diritto è il sistema di regole necessario a coordinarli in modo da garantire a ognuno un uguale spazio di libertà. Da qui la giustificazione della coattività, ritenuta necessaria quando la libertà possa a sua volta essere ostacolo alle altrui libertà. In sintesi, i limiti alla libertà di ognuno vengono posti in quanto «sebbene ognuno possa ricercare la propria felicità per la via che a lui sembra più buona» questa non deve «recare pregiudizio alla libertà degli altri di tendere ad uno scopo simile».
Definito quindi il diritto, Kant fornisce una propria interpretazione giusnaturalista distinguendo le leggi naturali, ossia quelle «delle quali può essere riconosciuta l'obbligatorietà anche senza una legislazione esterna a priori per mezzo della ragione», e le leggi positive, cioè quelle che non obbligherebbero gli uomini se non vi fosse una imposizione legislativa. Differenziandosi da altri autori, per Kant lo stato di natura è una condizione dotata di una propria giuridicità, sebbene precaria poiché priva di istituzioni in grado di far rispettare il diritto; l'uscita da questo stato corrisponde alla nascita della società civile e ciò deve essere considerato un dovere morale. Lo strumento che consente agli uomini di uscire dallo stato di natura e dare vita alla società è sempre quello del "contratto", da lui chiamato "contratto originario". Grazie a quest'ultimo l'uomo non sacrifica le sue libertà innate per la pace, ma abbandona solamente le «libertà selvagge e senza legge per ritrovarla nuova e integra in modo assoluto nella sottomissione alla legge».

### Riformismo verso l'età contemporanea
Le critiche al sistema dell'antico regime e le proposte degli illuministi, basate sulla ragione, influenzarono fortemente alcuni sovrani europei, tanto che la politica di molti di essi assunse i tratti dell'"assolutismo illuminato". I regnanti adottarono parte delle nuove idee grazie a riforme sostanziali dell'organizzazione amministrativa, economica e giuridica dei loro regni senza tralasciare i rapporti con la Chiesa cattolica, che assunsero una dimensione diversa secondo il cosiddetto "giurisdizionalismo". La risposta più concreta all'incertezza del diritto fu l'elaborazione di "codici" in cui riordinare il materiale normativo esistente in maniera chiara e concisa cancellando, o più spesso relegandolo a un ruolo residuale, il vecchio diritto comune. Spesso si trattò, comunque, di semplici "consolidazioni" del diritto precedente con il «semplice scopo di facilitare la pratica forense nel reperimento di un materiale spesso disperso o difficile rinvenimento». Benché alcuni tentativi si conclusero con degli insuccessi, in varie occasioni si riuscì a raggiungere risultati assolutamente innovativi per l'epoca. Tuttavia, per arrivare a una codificazione come è intesa oggi (inizi del XXI secolo) bisognerà aspettare la fine della Rivoluzione francese e l'inizio del diritto dell'età contemporanea.

#### Riforme nel solco della tradizione e riforme mancate

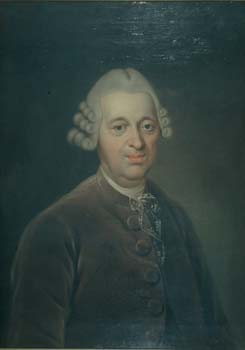
Il cancelliere Wiguläus von Kreittmayr

Non in tutti gli ordinamenti si registrarono riforme in grado di innovare così profondamente il diritto locale ma, nonostante gli indubbi sforzi di rinnovamento, esse «si iscrivono nella cornice delle consolidazioni del diritto anteriore, costituendone la prosecuzione nello spirito di continuità rispetto al passato». Ad esempio, nell'Elettorato di Baviera il cancelliere Wiguläus von Kreittmayr fu l'artefice nel 1751 di un codice penale, seguito due anni dopo da uno di procedura che tuttavia, nonostante la modernità degli aspetti tecnici, contenevano ancora fattispecie di reato obsolete, come la magia e l'eresia, e nel processo era ancora contemplata la tortura. Allo stesso modo, il codice civile bavarese del 1756 (noto come Codex Maximilianeus Bavaricus Civilis), appare moderno per il suo linguaggio chiaro e preciso, ma rimandava ancora al diritto comune in caso di lacune.
Nel Ducato di Modena e Reggio, intorno alla metà del XVIII secolo, si realizzò una "consolidazione" finalizzata a riorganizzare il materiale giuridico già esistente, ma senza l'ambizione di sostituire la produzione precedente che rimase in vigore. Seguì nel 1771 un codice di leggi e costituzioni che anch'esso non prevedeva di sostituire il diritto comune sebbene si riconoscesse il sovrano come unica fonte del diritto. Una sostanziale innovazione si ebbe con il riconoscimento del Supremo Consiglio di Giustizia, il tribunale di più alto grado del regno, come unico interprete delle leggi da consultarsi in caso di dubbi in sede applicativa; le sue decisioni, raccolte e stampate annualmente, godevano di un'efficacia pari a quella delle leggi regie.
Una situazione ancora più stantia si ebbe in Francia, nonostante fosse il «cuore pulsante» dell'illuminismo e degli enciclopedisti. Il governo si dimostrò inadeguato nel portare avanti riforme sostanziali, condannando il Paese a un'arretratezza che sarà poi una delle cause della rivoluzione del 1789. Come ebbe a dire il celebre Jean-Étienne-Marie Portalis, tra i principali autori del futuro codice napoleonico del 1804, la «Francia non era che una società di società» e quindi era impossibile realizzare un progetto di riforma fintantoché il vecchio regime fosse ancora in vigore.

#### Giurisdizionalismo
Sull'onda dell'illuminismo, molti Stati europei adottarono nei rapporti con le Chiese una politica nota come "giurisdizionalismo", la quale prevedeva di controllare la vita e l'organizzazione ecclesiastica. In particolare, molti sovrani intesero combattere alcuni privilegi di cui la Chiesa cattolica godeva da secoli, come l'immunità dei rifugiati nei conventi, il potere dei tribunali ecclesiastici di giudicare i reati dei religiosi e i vantaggi fiscali del clero. Molti Stati arrivarono perfino a mettere in discussione il Tribunale dell'Inquisizione, il monopolio della Chiesa sull'istruzione o sulla censura e i vincoli di manomorta che ponevano un ostacolo alla libera circolazione dei beni in ossequio alla nuova concezione di libero mercato.

#### La Prussia di Federico il Grande

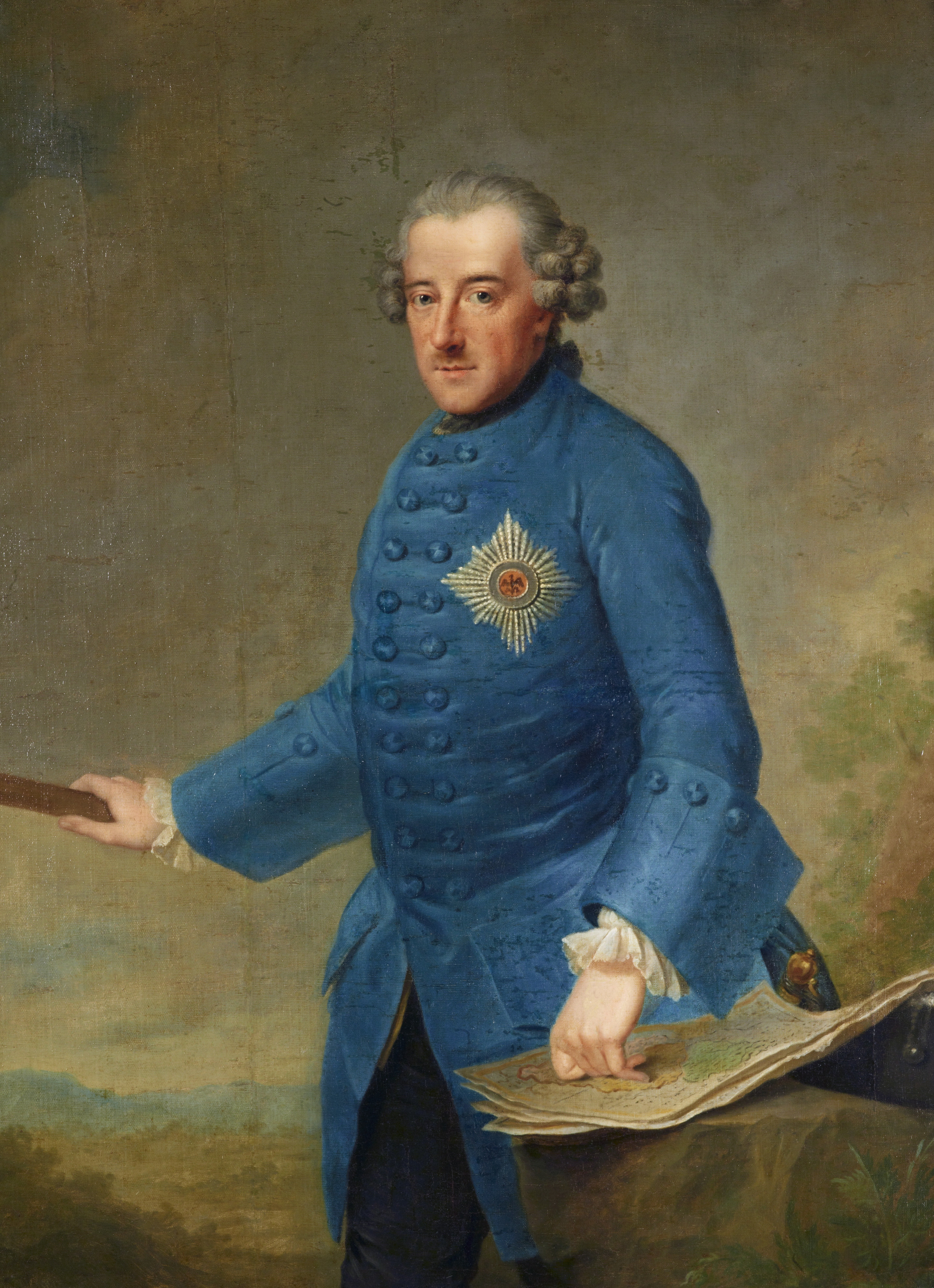
Federico II di Prussia

Federico II il Grande, sul trono di Prussia dal 1740 al 1786, fu uno degli archetipi del monarca illuminato. Amico personale di Voltaire, introdusse nel suo regno moltissime innovazioni sociali, militari e giuridiche. Convinto della vetustà del diritto comune, egli si fece promotore di una nuova normativa che richiamasse la tradizione locale e che fosse pure coerente con i principi del giusnaturalismo moderno. Abolì la tortura giudiziaria e ai giudici, scelti per concorso, venne imposta la subordinazione alla legge e il dovere di motivare le sentenze. Si stabilì inoltre che i processi penali si concludessero entro un anno. Con l'auspicio di creare le condizioni per una sostanziale uguaglianza dei sudditi davanti alla legge, incaricò il giurista Samuel von Cocceji di elaborare un codice civile finalizzato alla «pubblica felicità dei sudditi» in cui le norme fossero espresse in maniera chiara, concisa e da interpretarsi letteralmente. Il risultato prodotto non entrò in vigore a causa di dissidi tra von Cocceji e lo stesso Federico, che alla fine non volle abbandonare del tutto la divisione in ceti della società; l'idea federiciana troverà compimento nel 1794 con la promulgazione dell'Allgemeines Landrecht da parte del successore Federico Guglielmo II, un testo in cui il diritto privato sarà ancora diviso per nobiltà, borghesia e contadini, come da Antico Regime.

#### Riforme nell'Impero asburgico

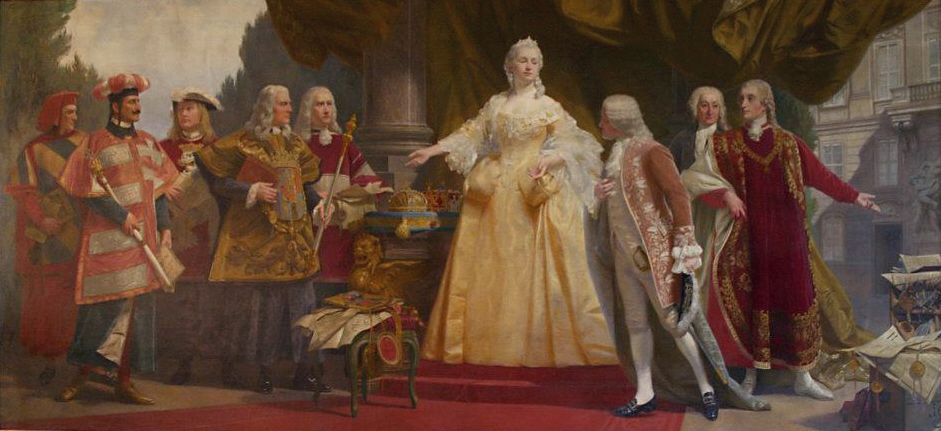
Dipinto del 1903 in cui Maria Teresa d'Austria è attorniata dalle personalità più influenti del suo governo: il cancelliere Wenzel Anton von Kaunitz-Rietberg è il primo sulla destra

Con la salita al trono asburgico nel 1740 di Maria Teresa d'Austria ebbe inizio una stagione di grandi riforme. Inizialmente, per far fronte all'onerosa guerra dei sette anni, venne rinnovato il sistema fiscale con l'introduzione della proporzionalità delle imposte, implementata la separazione dei poteri, accentrati alcuni uffici amministrativi e creata una corte dei conti per il controllo sulle finanze pubbliche. Nel campo della giustizia si cercò di abolire le disuguaglianze sociali davanti alla legge, malgrado alcuni privilegi del patriziato sopravvissero, come nel caso del fedecommesso. Nel 1766, dopo quasi quindici anni di lavori, venne presentato il Codex theresianus, un primo tentativo di codificazione del diritto privato in chiave moderna. Esso, tuttavia, non venne mai promulgato per l'opposizione del cancelliere Wenzel Anton von Kaunitz-Rietberg che lo giudicava troppo prolisso (contava oltre 8000 articoli) e poco innovativo poiché legato al diritto comune. Nel campo penale vennero parzialmente recepite le proposte di Beccaria ma la pena di morte rimase in vigore, anche se per limitate ipotesi di reato; la tortura giudiziaria venne abolita.

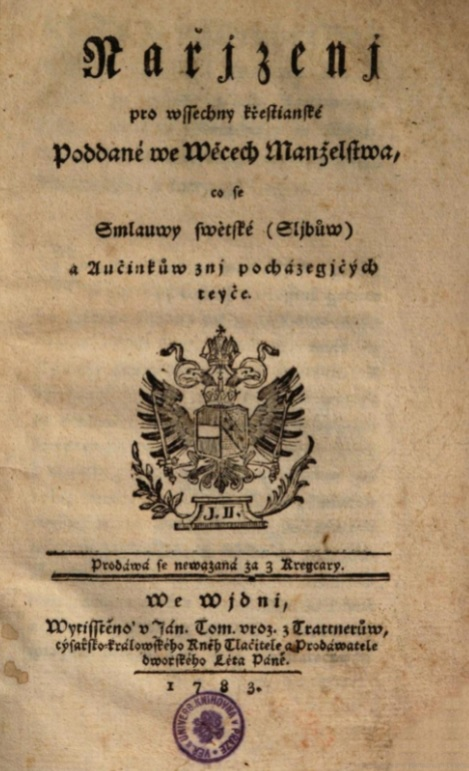
Patente di tolleranza del 1783 emanata da Giuseppe II d'Austria

Le riforme tracciate da Maria Teresa vennero continuate con maggior slancio dal figlio Giuseppe II, salito al trono nel 1780. Convinto sostenitore del giurisdizionalismo (tanto che per la sua politica venne coniato il termine di "giuseppinismo"), Giuseppe da subito promosse le patenti di tolleranza che conferivano la libertà religiosa ai non cattolici dell'impero. Nel 1783 regolò il matrimonio con la legge civile sottraendolo quindi alla Chiesa, permise il divorzio ed equiparò uomini e donne ai fini successori. Nella sua personificazione di monarca illuminato, si dedicò alla sistemazione delle leggi vigenti riuscendo nell'impresa in cui la madre aveva fallito promulgando nel 1787 il Codice civile giuseppino e il Codice penale giuseppino. Nonostante non possano ancora dirsi dei codici nel senso contemporaneo del termine, questi rappresentarono un deciso passo avanti poiché dotati di elementi all'avanguardia, come una profonda sistematicità, la differenziazione tra diritto sostanziale e procedurale e il superamento del diritto comune. Inoltre, nel codice penale appariva il principio di legalità, grazie al divieto di retroattività e di analogia; le pene corporali rimasero in vigore, così come la pena di morte, sia pur risultando prevista esclusivamente per la sedizione.

#### Il codice leopoldino in Toscana
Leopoldo II d'Asburgo-Lorena è ricordato per le sue riforme illuministe intraprese nel Granducato di Toscana e in particolar modo per la promulgazione, avvenuta il 30 novembre 1786, del codice penale che porta il suo nome. Dal punto di vista formale giuridico, anch'esso manca degli elementi necessari per essere definito un vero e proprio codice (nel senso contemporaneo), poiché non abroga interamente le leggi previgenti ma si limita a prescrivere la loro interpretazione conforme ai nuovi principi della riforma. Inoltre non distingue tra diritto sostanziale e processuale, oltre a essere scritto con stile discorsivo quasi come fosse un trattato e manca di divisioni sistematiche. Tuttavia, esso rappresenta una pietra miliare nella storia della codificazione del diritto; recependo interamente le idee di Beccaria, per la prima volta in Europa viene abrogata la pena di morte e le pene corporali più gravi come la marchiatura a fuoco e le mutilazioni. Furono escluse anche la confisca dei beni e la morte civile come pene accessorie. Agli imputati, inoltre, venne concesso il diritto di portare testimoni a proprio favore, mentre si chiedeva che il processo terminasse in tempi brevi.

#### Stati Uniti: Indipendenza e Costituzione

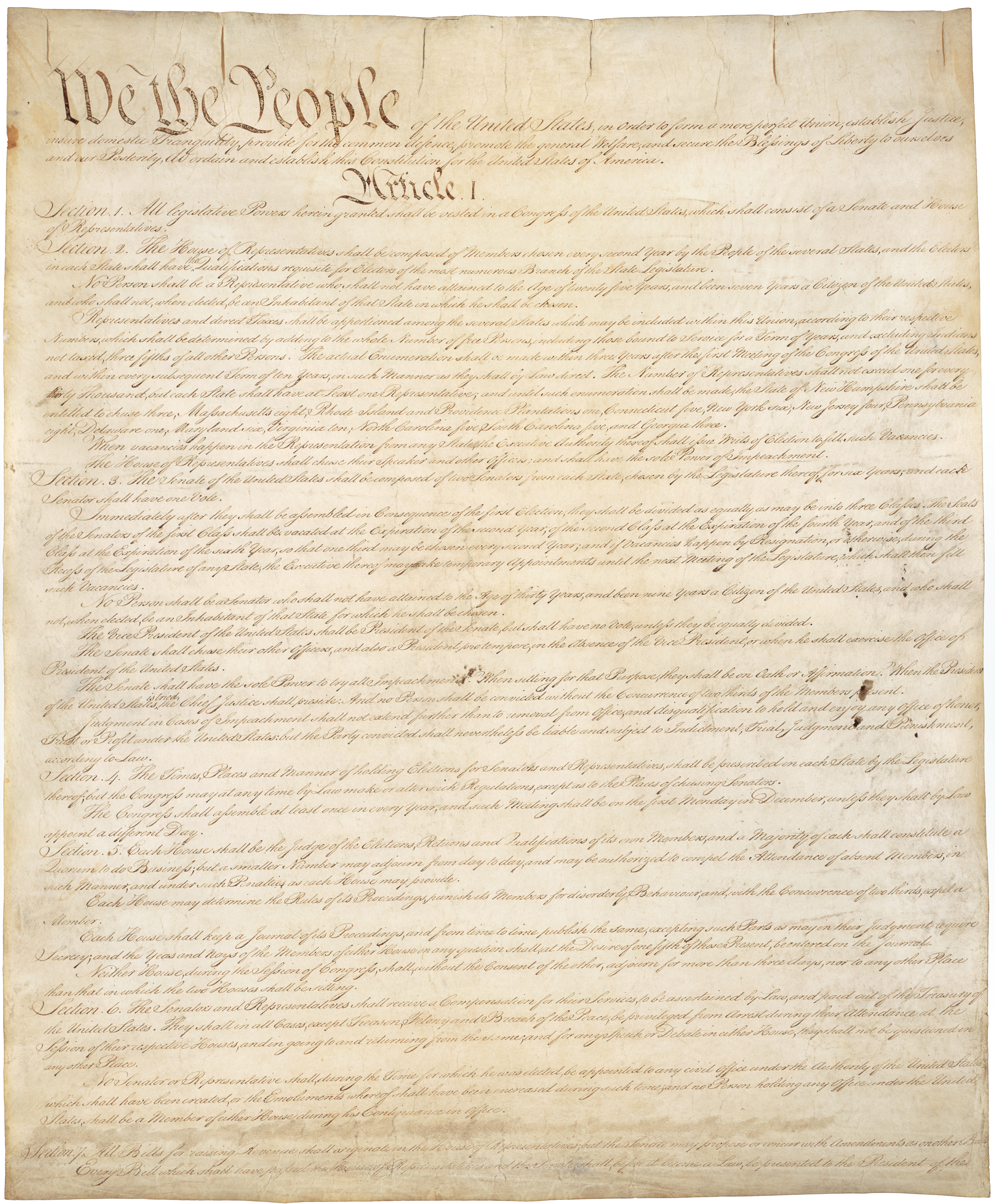
Prima pagina della Costituzione degli Stati Uniti d'America

Il 4 marzo 1789 venne promulgata ufficialmente la Costituzione degli Stati Uniti d'America redatta e approvata dalla Convenzione di Filadelfia. Essa era originariamente nata per riformare gli Articoli della Confederazione a seguito dell'indipendenza dall'Impero britannico avvenuta nel 1776. La costituzione statunitense è considerata la prima, oltre che più antica, Costituzione scritta in vigore ancora oggi (2023); essa segnò un momento di enorme importanza nella storia della democrazia influenzando le successive costituzioni di molti altri Paesi. Istituì, inoltre, la prima repubblica presidenziale nella storia dell'uomo.
Formulata sulla base delle teorie di Locke e Montesquieu sulla separazione dei poteri, essa prevede la presenza di due camere legislative: la camera bassa, Camera dei rappresentanti degli Stati Uniti, è composta da un numero di eletti proporzionale alla popolazione; mentre quella alta, Senato degli Stati Uniti, rappresenta gli Stati dell'unione con un numero di rappresentati uguale per ognuno indipendentemente dalla sua grandezza e demografia. In questo modo si volle creare un bicameralismo che «faceva coesistere una rappresentanza popolare e una rappresentanza degli Stati». Alla figura del Presidente vennero conferiti ampi poteri esecutivi, sebbene siano stati previsti dei meccanismi per controbilanciarli affinché siano comunque limitati. Tre anni dopo venne approvata la Carta dei Diritti degli Stati Uniti d'America, che costituì i primi dieci emendamenti alla Costituzione sancendo la libertà di stampa, di espressione, di culto, il diritto a un regolare processo pubblico, con una giuria e con il diritto per l'imputato ad avere una difesa.

## Donne e diritto nell'età moderna

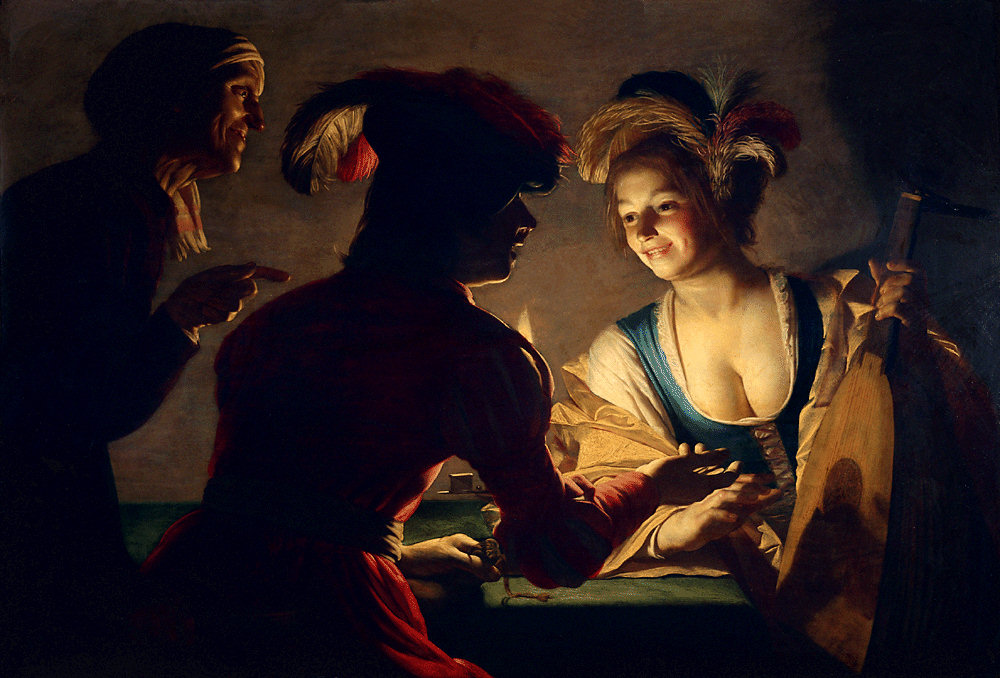
Gerard van Honthorst, La sensale, 1625

La storia di genere ha riconosciuto come l'evoluzione del diritto durante l'età moderna colpì in maniera particolare le donne, definendo nella legislazione un concetto astratto di "donna" tratto dalla teologia, dalla filosofia e dalla scienza biologica dell'epoca. In generale la diffusione del diritto romano ebbe risultati negativi sul ruolo giuridico delle donne, poiché consentiva un'interpretazione delle leggi più restrittiva; inoltre, il modello femminile descritto dai giuristi giustificava ulteriormente l'inferiorità delle donne rispetto agli uomini. Sin dal Codice giustinianeo, la donna veniva vista sostanzialmente come incapace di intendere e non erano ritenute realmente responsabili delle loro azioni.
Il matrimonio, oggetto di attenta legislazione nei paesi europei, fu un importante strumento di sottomissione per le donne. Le mogli infatti godevano di uno status giuridico molto limitato poiché soggiacevano alla potestà maritale. Le donne sposate non potevano stipulare contratti né presentarsi in tribunale per intentare una causa, ma spesso non potevano nemmeno essere citate in giudizio. Anche nel regime inglese di common law le mogli non erano personalità giuridiche indipendenti ma il vincolo matrimoniale considerava l'unione come un'unica entità. Complessivamente, i diritti delle donne sposate ma anche delle nubili e delle vedove furono costantemente attaccati nel corso dell'età moderna.
Tuttavia ci furono casi eccezionali, attenuanti giuridiche o esempi di agency femminile che permisero alle donne maggiori libertà. Per esempio in alcuni paesi era istituito il cosiddetto "dovario", ovvero una quota dei beni del marito di cui la moglie poteva godere finché il coniuge rimaneva in vita. Altri provvedimenti furono presi soprattutto dalle istituzioni municipali per permettere alle donne una maggior libertà in campo economico.
In maniera diversa, il diritto penale considerava le donne in maniera sostanzialmente uguale rispetto agli uomini. Gli unici casi di clemenza erano applicati nei confronti delle gravide, mentre spesso a variare era solamente la pena: infatti venivano sepolte vive o annegate piuttosto che decapitate.

### Esplicative
1. ↑  E lo rimarrà fino alle codificazioni del XIX secolo. In Diritto comune, in Treccani.it – Enciclopedie on line, Roma, Istituto dell'Enciclopedia Italiana.
2. ↑  L'unica opera sopravvissuta, le Istituzioni di Gaio, sarà ritrovata soltanto nel XIX secolo nella biblioteca capitolare di Verona. In  Gaio, in Treccani.it – Enciclopedie on line, Roma, Istituto dell'Enciclopedia Italiana.
3. ↑  Giacomo Stuart (salito al trono come Giacomo I d'Inghilterra) fu un grande sostenitore del diritto divino dei re che teorizzò nel suo trattato edito nel 1598 "The True Law of Free Monarchies". In Koenigsberger, Mosse e Bowler, 1999, pp. 379-382.
4. ↑  Tale principio proviene da un passo di Ulpiano ripreso del Digesto: Princeps legibus solutus est (Il principe è sciolto dall'osservanza delle leggi). In libro XIII dei Commentari della legge Iulia et Papia.
5. ↑  «Un homme qui voyage dans ce pays change de loi presque autant de fois qu’il change de chevaux de poste». In Voltaire, Coutumes, in Dictionnaire philosophique, tomo 18, Garnier, 1878.
6. ↑  Il primato in questa speciale "classifica cronologica" sulla costituzione più antica divide ancora gli esperti. Secondo alcuni autori, fu la costituzione corsa del 1755 la prima al mondo (Marcorberti, p. 18), mentre secondo altri gli Statuti di San Marino del 1600 godrebbero di questo speciale primato (Hernandez). Altrettanto rilevante in Europa è stata la Costituzione polacca di maggio del 1791 (Barsotti e Varano, p. 207). Di seguito una cronologia molto ponderata proposta da Haas, p. 10.

### Bibliografiche
1. ↑   Età moderna, in Treccani.it – Enciclopedie on line, Roma, Istituto dell'Enciclopedia Italiana.
2. ↑  Grossi, 2003, pp. 39, 41-44.
3. 1 2  Padoa-Schioppa, 2007, pp. 241-242.
4. ↑  Del Frate et al., 2018, p. 127.
5. 1 2  Ascheri, 2008, pp. 76-77.
6. ↑   Lorenzo Valla, in Treccani.it – Enciclopedie on line, Roma, Istituto dell'Enciclopedia Italiana.
7. ↑  Ascheri, 2008, pp. 77-78.
8. ↑   Tordesillas, trattato di, in Treccani.it – Enciclopedie on line, Roma, Istituto dell'Enciclopedia Italiana.
9. ↑  Ascheri, 2008, p. 79.
10. ↑  Ascheri, 2008, pp. 79-80.
11. ↑  Ascheri, 2008, pp. 84-85.
12. ↑  Ascheri, 2008, pp. 83-84.
13. ↑  Ascheri, 2008, pp. 86-87.
14. ↑  Ascheri, 2008, pp. 88-89.
15. ↑  Bonora, 2001, pp. 44-45, 102.
16. ↑  Ago e Vidotto, 2021, pp. 85-86.
17. ↑  Bolognini, 1991, pp. 88-89.
18. 1 2  Padoa-Schioppa, 2007, pp. 250-251.
19. 1 2   Corpus Iuris Canonici, in Enciclopedia Italiana, Roma, Istituto dell'Enciclopedia Italiana.
20. ↑  Musselli, 2007, p. 53.
21. ↑  Ascheri, 2008, p. 90.
22. ↑  Ascheri, 2008, p. 91.
23. ↑  Ascheri, 2008, p. 92.
24. ↑  Bonora, 2001, pp. 91-92.
25. ↑  Ago e Vidotto, 2021, pp. 91-92.
26. ↑   Controriforma, in Treccani.it – Enciclopedie on line, Roma, Istituto dell'Enciclopedia Italiana.
27. ↑  Del Frate et al., 2018, pp. 114-115.
28. ↑  Del Frate et al., 2018, p. 115.
29. ↑  Del Frate et al., 2018, p. 118.
30. ↑  Del Frate et al., 2018, p. 116.
31. 1 2   Mos gallicus, in Treccani.it – Enciclopedie on line, Roma, Istituto dell'Enciclopedia Italiana.
32. ↑  Del Frate et al., 2018, pp. 116-117.
33. ↑  Del Frate et al., 2018, p. 122.
34. ↑  Padoa-Schioppa, 2007, p. 270.
35. ↑  Padoa-Schioppa, 2007, p. 275.
36. ↑  Padoa-Schioppa, 2007, p. 271.
37. ↑   Scuola dei culti, in Treccani.it – Enciclopedie on line, Roma, Istituto dell'Enciclopedia Italiana.
38. ↑  Padoa-Schioppa, 2007, pp. 271-272.
39. ↑  Padoa-Schioppa, 2007, p. 273.
40. ↑  Padoa-Schioppa, 2007, pp. 277-278.
41. ↑  Padoa-Schioppa, 2007, p. 276.
42. ↑  Padoa-Schioppa, 2007, pp. 280-281.
43. ↑  Padoa-Schioppa, 2007, p. 197.
44. ↑  Padoa-Schioppa, 2007, p. 198.
45. ↑   Schulting, Antonius, in Treccani.it – Enciclopedie on line, Roma, Istituto dell'Enciclopedia Italiana.
46. ↑  Del Frate et al., 2018, pp. 124-125.
47. ↑   Stryk, Samuel, in Treccani.it – Enciclopedie on line, Roma, Istituto dell'Enciclopedia Italiana.
48. ↑   Usus modernus Pandectarum, in Treccani.it – Enciclopedie on line, Roma, Istituto dell'Enciclopedia Italiana.
49. ↑  Padoa-Schioppa, 2007, pp. 199-200.
50. ↑  Del Frate et al., 2018, p. 126.
51. ↑  Del Frate et al., 2018, pp. 128-130.
52. ↑   Francisco de Vitoria, in Dizionario di storia, Roma, Istituto dell'Enciclopedia Italiana, 2010.
53. ↑  Padoa-Schioppa, 2007, pp. 293-294.
54. ↑  Del Frate et al., 2018, p. 130.
55. ↑  Koenigsberger, Mosse e Bowler, 1999, pp. 295-296.
56. ↑   Encomienda, in Treccani.it – Enciclopedie on line, Roma, Istituto dell'Enciclopedia Italiana..
57. ↑  Koenigsberger, Mosse e Bowler, 1999, p. 379.
58. ↑  Martina, 1990, pp. 13-15.
59. ↑  Martina, 1990, pp. 16-17.
60. ↑  Koenigsberger, Mosse e Bowler, 1999, pp. 381-382.
61. ↑  Ago e Vidotto, 2021, p. 215.
62. ↑  Grossi, 2007, p. 29.
63. ↑  Ascheri, 2008, p. 30.
64. 1 2  Del Frate et al., 2018, p. 155.
65. ↑  Del Frate et al., 2018, pp. 149-151.
66. 1 2   Marco Cavina, Consilia : il modello di Andrea Alciato. Tipologie formali e argomentative fra mos italicus e mos gallicus, DOI:10.35562/cliothemis.1419.
67. ↑   Consilia, in Enciclopedia Italiana, Roma, Istituto dell'Enciclopedia Italiana.
68. ↑  Del Frate et al., 2018, p. 150.
69. ↑   Utrumque ius, in Treccani.it – Enciclopedie on line, Roma, Istituto dell'Enciclopedia Italiana.
70. ↑  Ascheri, 2008, pp. 135, 139-140.
71. ↑   Tribunale della Rota di Macerata, su dati.san.beniculturali.it. URL consultato il 31 agosto 2022.
72. ↑  Del Frate et al., 2018, pp. 156-157.
73. ↑  Padoa-Schioppa, 2007, p. 316.
74. ↑  Ascheri, 2008, pp. 148-150.
75. ↑  Padoa-Schioppa, 2007, pp. 319-321.
76. ↑  Padoa-Schioppa, 2007, p. 319.
77. ↑  Padoa-Schioppa, 2007, p. 317.
78. ↑  Ascheri, 2008, p. 131.
79. ↑  Padoa-Schioppa, 2007, p. 322.
80. ↑  Padoa-Schioppa, 2007, pp. 305-306.
81. 1 2  Ascheri, 2008, p. 167.
82. ↑  Padoa-Schioppa, 2007, p. 308.
83. ↑  Ascheri, 2008, pp. 161-162.
84. ↑  Ascheri, 2008, p. 164.
85. ↑  Ascheri, 2008, pp. 167-168.
86. ↑  Padoa-Schioppa, 2007, pp. 309-310.
87. ↑  Padoa-Schioppa, 2007, p. 311.
88. ↑  Padoa-Schioppa, 2007, p. 312.
89. ↑  Padoa-Schioppa, 2007, pp. 312-313.
90. 1 2  Padoa-Schioppa, 2007, p. 313.
91. ↑  Padoa-Schioppa, 2007, p. 290.
92. 1 2 3  Padoa-Schioppa, 2007, pp. 290-291.
93. ↑  (FR) La Naissance du droit de la défense en 1789, su cercle-du-barreau.org, Le Cercle du Barreau, 13 marzo 2008. URL consultato il 7 maggio 2008 (archiviato dall'url originale il 14 maggio 2009).
94. ↑  Ascheri, 2008, p. 127.
95. ↑   Benvenuto Stracca, in Dizionario di economia e finanza, Roma, Istituto dell'Enciclopedia Italiana, 2012.
96. ↑   Jean Colbert, su Treccani.
97. ↑  Ascheri, 2008, pp. 127-128.
98. ↑  Padoa-Schioppa, 2007, p. 293.
99. ↑   COLBERT, Jean-Baptiste, in Enciclopedia Italiana, Roma, Istituto dell'Enciclopedia Italiana..
100. 1 2  Ascheri, 2008, p. 128.
101. ↑   NAVIGAZIONE, Atto di, in Enciclopedia Italiana, Roma, Istituto dell'Enciclopedia Italiana.
102. ↑  Adorno, Gregory e Verra, 1983, p. 218.
103. 1 2  Padoa-Schioppa, 2007, p. 350.
104. ↑  Ascheri, 2008, pp. 205-206.
105. ↑  Padoa-Schioppa, 2007, p. 351.
106. ↑  Ascheri, 2008, p. 206.
107. ↑  Fassò, 2005, p. 19.
108. ↑  Fassò, 2012, pp. 83-84.
109. 1 2 3  Ascheri, 2008, p. 210.
110. 1 2  Fassò, 2012, p. 83.
111. ↑  Fassò, 2012, p. 77.
112. ↑  Fassò, 2012, p. 76.
113. ↑  Padoa-Schioppa, 2007, p. 354.
114. ↑  Padoa-Schioppa, 2007, pp. 356-357.
115. ↑  Ascheri, 2008, pp. 211-212.
116. ↑  Fassò, 2012, pp. 113-114.
117. ↑  Fassò, 2012, pp. 117-118.
118. ↑  Ascheri, 2008, p. 211.
119. ↑  Ascheri, 2008, pp. 212-213.
120. ↑  Fassò, 2012, pp. 159-161, 165.
121. ↑  Fassò, 2012, p. 166.
122. ↑  Fassò, 2012, p. 172.
123. ↑  Padoa-Schioppa, 2007, pp. 357-358.
124. ↑  Fassò, 2012, p. 158.
125. ↑   John Locke, in Dizionario di economia e finanza, Roma, Istituto dell'Enciclopedia Italiana, 2012.
126. ↑  Fassò, 2012, pp. 143-145.
127. ↑  Fassò, 2012, p. 145.
128. ↑  Padoa-Schioppa, 2007, pp. 359-360.
129. ↑  Fassò, 2012, p. 138.
130. ↑  Fassò, 2005, p. 216.
131. ↑  Fassò, 2005, pp. 216-217.
132. ↑  Padoa-Schioppa, 2007, pp. 393-394.
133. ↑  Padoa-Schioppa, 2007, p. 395.
134. ↑  Padoa-Schioppa, 2007, pp. 396-398.
135. ↑  Padoa-Schioppa, 2007, pp. 400-401.
136. ↑  Padoa-Schioppa, 2007, pp. 394-395.
137. ↑  Marchetti e Perrone, 2007, p. 63.
138. ↑  Padoa-Schioppa, 2007, pp. 406-407.
139. ↑  Padoa-Schioppa, 2007, pp. 404-405.
140. ↑  Cattaneo, 1966, p. 9.
141. ↑  Fassò, 2012, pp. 294-295.
142. ↑   Illuminismo, in Treccani.it – Enciclopedie on line, Roma, Istituto dell'Enciclopedia Italiana.
143. ↑  Del Frate et al., 2018, pp. 220-221.
144. ↑  Ascheri, 2008, p. 232.
145. ↑  Fassò, 2012, p. 23.
146. 1 2  Ascheri, 2008, pp. 230-231.
147. ↑  Padoa-Schioppa, 2007, pp. 416-417.
148. ↑  Padoa-Schioppa, 2007, p. 418.
149. ↑  Padoa-Schioppa, 2007, p. 421.
150. ↑  Ascheri, 2008, p. 231.
151. ↑  Padoa-Schioppa, 2007, pp. 422, 478.
152. ↑   Codice civile napoleonico, in Dizionario di storia, Roma, Istituto dell'Enciclopedia Italiana, 2010.
153. ↑  Fassò, 2012, pp. 266-268.
154. ↑  Padoa-Schioppa, 2007, p. 422.
155. ↑  Padoa-Schioppa, 2007, pp. 419-421.
156. ↑  Fassò, 2012, pp. 289-290.
157. ↑  Fassò, 2012, pp. 296-297.
158. ↑  Ascheri, 2008, pp. 242-243.
159. ↑  Fassò, 2012, pp. 298-299.
160. ↑  Fassò, 2012, pp. 300-301.
161. 1 2  Padoa-Schioppa, 2007, p. 424.
162. ↑  Padoa-Schioppa, 2007, pp. 425-427.
163. ↑  Fassò, 2012, pp. 302-303.
164. ↑  Padoa-Schioppa, 2007, p. 425.
165. ↑  Fassò, 2012, p. 303.
166. ↑  Del Frate et al., 2018, p. 222.
167. ↑  Padoa-Schioppa, 2007, pp. 427-428.
168. ↑  Ascheri, 2008, pp. 257-258.
169. ↑  Fassò, 2012, pp. 304-305.
170. ↑  Fassò, 2012, pp. 312, 314-315.
171. ↑  Fassò, 2012, pp. 316-318.
172. ↑  Fassò, 2012, p. 318.
173. ↑  Fassò, 2012, pp. 321-322.
174. ↑  Fassò, 2012, pp. 323-325.
175. ↑  Fassò, 2012, p. 326.
176. ↑  Del Frate et al., 2018, p. 206.
177. 1 2   Il problema della codificazione, in Il contributo italiano alla storia del Pensiero: Diritto, Roma, Istituto dell'Enciclopedia Italiana, 2012.
178. ↑  Padoa-Schioppa, 2007, p. 432.
179. ↑  Ascheri, 2008, pp. 250-251.
180. ↑  Ascheri, 2008, p. 270.
181. ↑  Ascheri, 2008, p. 253.
182. ↑  Del Frate et al., 2018, p. 240.
183. ↑  Filoramo e Menozzi, 2008, pp. 258-260.
184. ↑  Ago e Vidotto, 2021, p. 277.
185. ↑   Giurisdizionalismo, in Treccani.it – Enciclopedie on line, Roma, Istituto dell'Enciclopedia Italiana.
186. ↑  Padoa-Schioppa, 2007, pp. 434-436.
187. ↑  Ascheri, 2008, pp. 249-250.
188. ↑  Padoa-Schioppa, 2007, pp. 437-439.
189. ↑  Ascheri, 2008, pp. 251-252.
190. ↑  Padoa-Schioppa, 2007, pp. 440-441.
191. ↑  Ascheri, 2008, pp. 252-253.
192. ↑  Padoa-Schioppa, 2007, p. 444.
193. ↑  Ascheri, 2008, pp. 267-268.
194. 1 2  Di Simone, 2012, p. 70.
195. ↑  Ascheri, 2008, pp. 268-269.
196. ↑  Sundquist, 1997, pp. 53-72.
197. ↑  (EN) The U.S. Constitution is "the oldest written constitution still in use today" among nations, su Politicalfact.com. URL consultato il 24 gennaio 2021.
198. ↑  Padoa-Schioppa, 2007, pp. 446-449.
199. ↑  Padoa-Schioppa, 2007, p. 450.
200. ↑  Wiesner-Hanks, 2017, pp. 29-30.
201. ↑  Wiesner-Hanks, 2017, pp. 33-34.
202. ↑  Wiesner-Hanks, 2017, p. 31.
203. ↑  Wiesner-Hanks, 2017, pp. 31-32.
204. 1 2  Wiesner-Hanks, 2017, p. 34.
205. ↑  Wiesner-Hanks, 2017, pp. 32-33.